# 蓮池町
蓮池町（はすいけまち）、蓮池（はすいけ、はすのいけ）は佐賀県佐賀市の中心部から東へおよそ6 キロメートル付近一帯の地名である。
室町時代に築かれた蓮池城を中心に発展した城下町で、明代の中国で1577年に完成した『図書編』には、「法司奴一計 」として言及がある。江戸時代には佐賀藩の支藩蓮池藩（はすいけはん、はすのいけはん）がおかれ、明治の廃藩置県の直後は蓮池県となり、のちに佐賀県の一部となった。周辺の旧支藩領だった地域の村を併せて編成された神埼郡蓮池村は1935年（昭和10年）に町制を施行して蓮池町（はすいけまち）となり、1955年（昭和30年）に大部分が佐賀市に編入されて佐賀市蓮池町となった。なお、一部の地区は周辺の3カ村と新たに千代田村（現在の神埼市）を編成した。
現在は佐賀市の「蓮池町蓮池」「蓮池町見島」「蓮池町小松」「蓮池町古賀」の4つの大字となっており、蓮池城跡・県庁跡には蓮池公園が整備されている。

## 地理・地勢

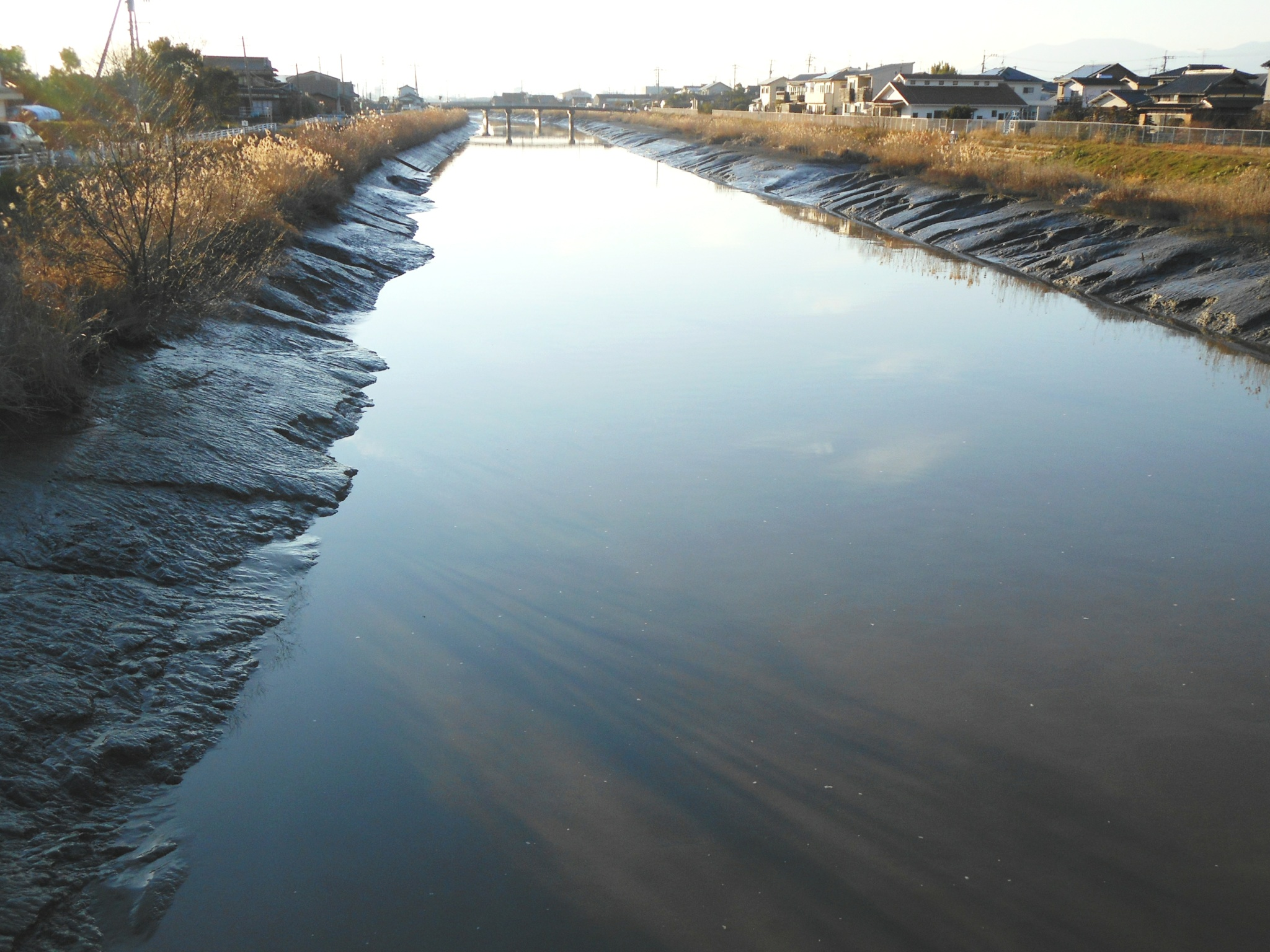
河道改修後の現在の佐賀江川（蓮池公園の北側）。潟粘土が川岸に堆積している。

現在の蓮池町相当地域は、佐賀市の最東部に位置している。西・北・東で神埼市と接しており、南東部では福岡県大川市とも接している。
一帯はきわめて平坦な佐賀平野の中央部にあたる。筑後川を中心に水路や小河川が網目のように入り組んでおり、クリーク地形と呼ばれる。
西のほうからは佐賀市の中心部から佐賀江（佐賀江川）が流れてきて、おおむねその左岸が蓮池町地区である。このあたりで北から中地江（中地江川）と城原川とが合流している。中地江は、河道改修が行われる前の城原川の本流で、その上流には吉野ヶ里遺跡がある。佐賀江と城原川の合流後まもなく筑後川に注いでいる。
これらの河川はかつては複雑に蛇行していたが、長年の河道改修によって大きく流路を変えている。蓮池町の町域や大字・小字の区割りには、旧来の流路の名残があり、現在の川筋からみると飛び地状になっている。蓮池町地区のシンボルともなっている旧蓮池城跡（蓮池公園周辺）の堀割は、かつては蛇行する佐賀江の流路そのものが利用されていたが、佐賀江の改修によって、本流から南へ突き出たような格好になっている。
| 1981年（左）と2008年（右）の蓮池城周辺。河道改修で川筋が大きく変わっている。国土交通省 国土地理院 地図・空中写真閲覧サービスの空中写真を基に作成。  |  | 1981年（左）と2008年（右）の蓮池城周辺。河道改修で川筋が大きく変わっている。国土交通省 国土地理院 地図・空中写真閲覧サービスの空中写真を基に作成。 |
| 1981年（左）と2008年（右）の蓮池城周辺。河道改修で川筋が大きく変わっている。 国土交通省 国土地理院 地図・空中写真閲覧サービスの空中写真を基に作成。 |  | |

## 近世までの蓮池
古代の蓮池は有明海に面する海岸だったと考えられている。町の東部、城原川を跨って分布する柴尾橋下流遺跡（蓮池町古賀字四本松、神埼市千代田町用作字五本松）では、最深部で後期様式の弥生式土器が見つかっており、以降の時代のいくつかの層にも住居跡が検出されている。
平安時代に平氏が台頭すると、蓮池にある蒲田津という港は貿易船が出入りする地となった。この時代に当地を治めた平家家臣の蓮池氏の一族が四国の土佐国に移り、蓮池城（土佐市）を築いたとされている。まもなく平氏が滅亡したあとも、平氏の残党がここに移り住んだとも伝えられている。
中世には、九州北部を中心に版図を広げた少弐氏の影響下に入り、これに臣従する犬塚氏と小田氏が城を築いた。このうち小田氏が蓮池に築いた「小田城」が、後の蓮池城である。戦国時代になると少弐氏、大内氏、大友氏などの勢力争いに巻き込まれ、やがてその争いの中から台頭した龍造寺氏が犬塚氏と小田氏を破って蓮池一帯を制した。戦国時代後期には龍造寺氏の家臣だった鍋島氏が主家をしのぐようになり、蓮池城は鍋島氏の居城となって江戸時代を迎えた。

### 古代には海に面して港があった

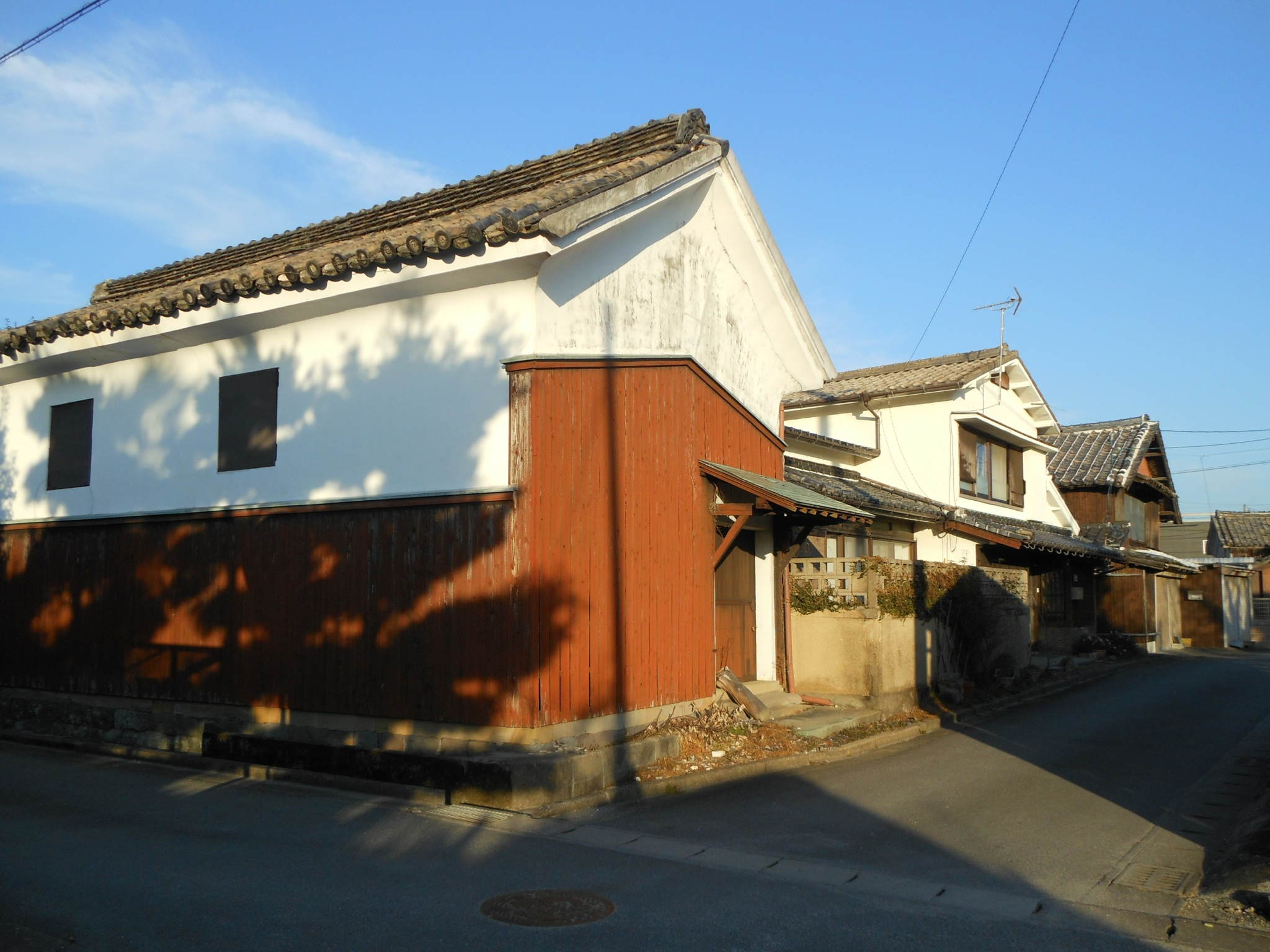
蒲田津に残る土蔵（第3回佐賀市景観賞受賞）

筑後川の河口に近い佐賀平野一帯は溝渠（クリーク）が縦横に走り、クリーク地形と呼ばれている。現代では河道改修と築堤によって流路が整備されているが、かつてこのあたりは蛇行する筑後川とその支流が有明海と連なって汽水域を形成していた。現在の蓮池地区の東方には「中津江」或いは「境江湖（さかいえご）」と呼ばれる水域もあった。
史料によれば、この一帯で最も早くから形成されていた集落の一つが「蒲田郷」である。蒲田郷は、奈良時代に成立した『肥前国風土記』や平安時代の『和名類聚抄』に名が見え、「蒲田」「蒲田郷」と記されている。奈良時代には、現在の佐賀江の川筋にあたる位置が海岸線だったと考えられており、そこに「蒲田津」と呼ばれる船着場があった。蒲田津は平忠盛（平清盛の父）による日宋貿易で利用されていた。現在の蒲田津地区は蓮池町東部（蓮池町小松）の佐賀江と城原川の合流点西岸付近に位置している。

### 平家と蓮池
また、蓮池は平清盛の嫡男、平重盛と深い関わりがあると伝えられている。平安時代末期の蓮池の押領使に土肥宗綱という人物がおり、重盛の家来であったと伝わる。のちに、宗綱の子、土肥家綱（蓮池家綱）が土佐国高岡（現在の高知県土佐市）の押領使に任じられた。家綱が高岡に在任中、源頼朝が関東で挙兵すると、平家方の家綱には土佐にいた源希義（頼朝の実弟）を討つように命がくだり、家綱はこれに応えて源希義を討ち取った。その功により、家綱には土佐国の地を拝領し、高岡に築城して蓮池城としたのだという。
蒲田津は現在の蓮池町を構成する4地区のうちの一つ、「蓮池町小松」地区にある小字となっている。小松地区はもともと小松村と呼ばれていた。これは「小松殿」と呼ばれた平重盛の一党が当地へ落ち延びてきたことからついた名だと伝えられている。
鎌倉時代以降、蒲田郷を中心に新田の開発が進み、これらが加納田として荘園のものとなった。元寇のあと、これらはくじ引きによって御家人に分け与えられた。

### 室町時代の犬塚氏と小田氏
鎌倉時代の末期に、後醍醐天皇の皇子懐良親王が征西将軍として九州に下向してきた。これにしたがった筑後宇都宮氏の一派が筑後国三潴郡犬塚郷（現在の福岡県大木町）に土着して「犬塚氏」となった。その後、明応年間（1492-1501年）に犬塚家貞が蒲田郷へ進出し、城原川の東に崎村城（現在の神埼市千代田町崎村地区）を築いて本拠とした。崎村には、このあたりを代表する大きな船着き場があった。
犬塚氏は、城原川の西に蒲田江城を造営し、分家を入れた。崎村城の本家を東犬塚、蒲田江城の分家を西犬塚と称した。このほか蒲田江城の北方にも直鳥城を築いて分家（直鳥家）を設けている。
なお、犬塚家の史料では明応年間（1492-1501年）にこの地へ入って蒲田江に築城したとされているが、それ以前から蒲田江には城があったとする史料もある。正徳年間（1711-1715年）に成立した『九州治乱記』では、南北朝時代の吉野方に与した菊池氏が、正平15年（1360年）に蒲田江城を築いたとされている。そのため、犬塚氏は菊池氏の旧城を修復して利用したのだろうと推測されている。
蓮池城はもともと「小田城」と呼ばれていた。城は蓮池地区と南の諸富町小曲地区とにまたがって位置しており、「小曲城」とも呼ばれていた。これを築いたのは、応永34年（1427年）に常陸から九州へ下向してきた小田直光である。八田知家を祖とする小田氏は常陸国小田邑（現在の茨城県つくば市）を本貫とした氏族で、直光はその分流である。築城時期は応永年間（1394-1428年）とされている。
小田氏は8代160年にわたり、小田城（蓮池城）を本拠地として佐賀郡、神埼郡、筑後国三潴郡にまたがる6000町歩を支配した。平城ながら佐賀江を堀として周囲をかためた小田城（蓮池城）は堅固な要害として知られ、中国地方の大名大内義隆が九州へ攻め込んできたときも、城を守りきり、大内軍は攻城を諦めて引き返したとされている。大内氏を後ろ盾とする佐賀の龍造寺氏と、少弐氏を後ろ盾とする蓮池の小田氏はしばしば争ったが、龍造寺氏も小田城（蓮池城）を攻め落とすことはできなかった。

### 戦国時代と龍造寺氏による蓮池一帯の統一

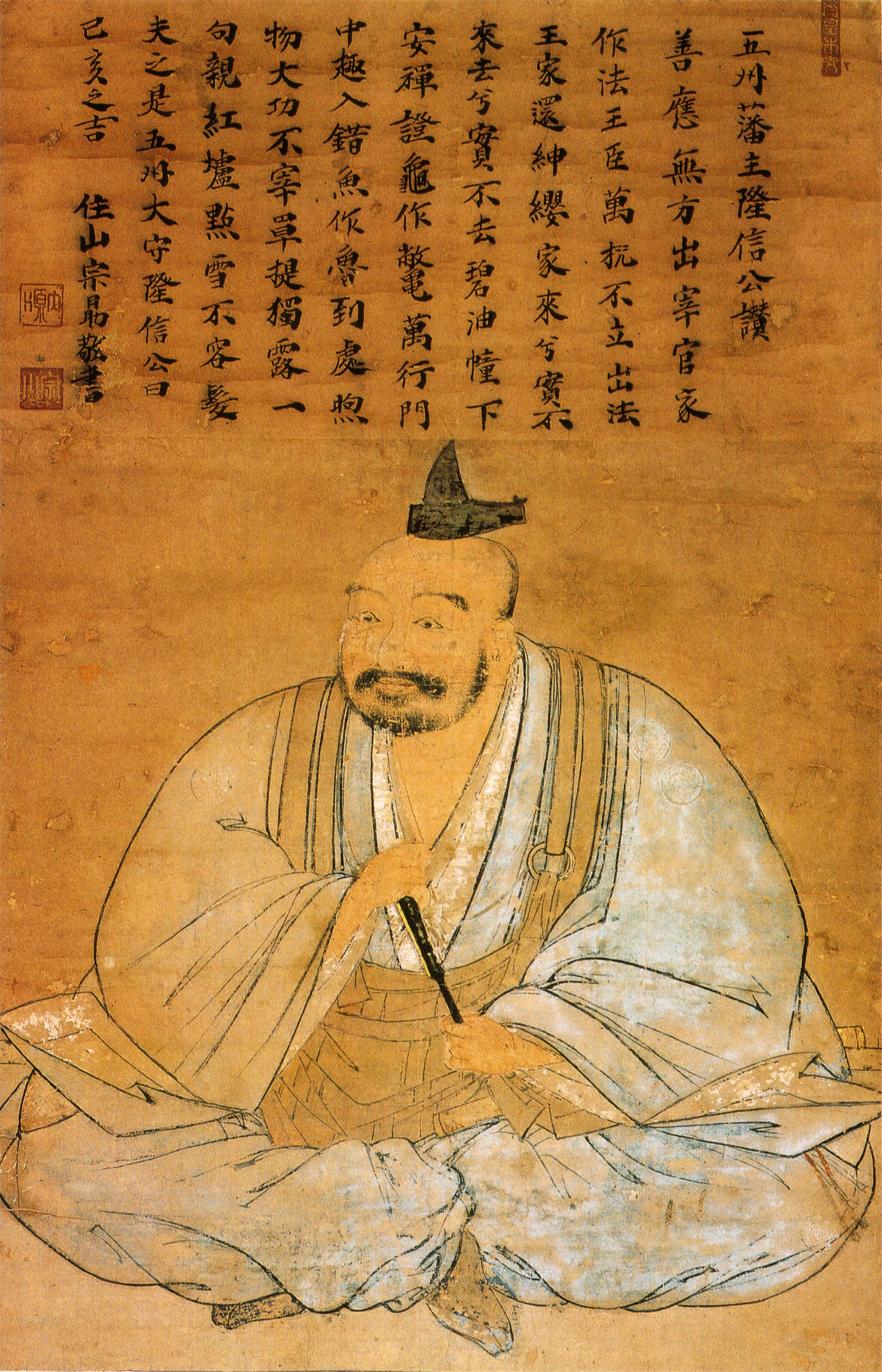
龍造寺隆信像

しかし、やがて大内氏と少弐氏がともに勢力を衰えさせ、龍造寺隆信が登場すると勢力図が変わった。
天文22年（1553年）、龍造寺氏は崎村城（東犬塚）の犬塚氏を従え、蓮池城（小田城）の小田氏を攻めた。このときは激戦となり、犬塚氏の当主であり崎村城の城主の犬塚鑑直と、その弟の鑑貞がふたりとも討ち死にした。犬塚家では鑑直の子、犬塚鎮直が城主となり、周辺13村1000石を与えられた。この戦いのあと小田政光は城を開けて降伏し、龍造寺氏に恭順した。
このあと永禄元年（1558年）、龍造寺氏は勢福寺城（神埼市神埼町城原）の江上武種を攻めるにあたり、小田氏と犬塚氏に先鋒として江上氏攻撃を命じた。小田・犬塚の軍勢は少弐氏に支えられた江上氏の軍勢と戦闘になり、劣勢となった。小田政光は龍造寺隆信の本陣に援軍を求めたが、隆信はあえてこれに応じず見殺しにした。その結果、小田政光は討ち死にした。小田政光が死ぬと龍造寺隆信は小田城に軍勢を差し向けてこれを攻め落とし、小田城を奪った。
政光には鎮光という子がいたが、龍造寺隆信は永禄11年（1568年）にこれを多久へ退け、隆信の弟龍造寺長信を蓮池城主に据えた。さらに元亀2年（1571年）には、龍造寺隆信によって小田鎮光が謀殺され、一門の龍造寺家晴が蓮池城を任されるようになった。
江上武種は龍造寺氏と敵対と和睦を繰り返した。永禄12年（1569年）に大友宗麟が龍造寺氏を攻撃するために侵攻してくると、大友氏に寝返って龍造寺氏を攻めたが、のちに大友氏が退くと龍造寺氏に従うほかなくなった。このとき、龍造寺隆信は息子を江上武種の養子として送り込み、江上家種として江上氏の家督を継がせた。
大友宗麟の侵攻に際しては、犬塚氏は本家（東犬塚）と分家（西犬塚・直鳥）が分裂した。崎村城（東犬塚）の犬塚鎮直は龍造寺氏に味方し、蓮池城に近い西の蒲田江城（西犬塚）・犬塚尚重は大友氏に通じて龍造寺氏と敵対した。この結果、犬塚氏同士の戦いとなり、双方とも城主が戦死した。
このあと、龍造寺氏に敵対した西犬塚の蒲田江城は傍系（直鳥家）の犬塚鎮家が後を継いだが、まもなく後ろ盾の大友氏が退いてしまい、龍造寺氏によって蒲田江城から駆逐された。東犬塚・犬塚鎮直の遺児百十丸は、300町の知行を授けられて北茂安に移封された。こうして崎村城・蒲田江城のいずれも龍造寺氏の支配下に組み込まれ、まもなく崎村城・蒲田江城ともに廃城となった。
なお犬塚鎮家は、のちに龍造寺氏と有馬義純が藤津郡をめぐって敵対すると、龍造寺隆信によって配下に迎え入れられた。鎮家は有馬氏との戦いで功をあげ、犬塚盛家と改名して森岳城（島原城）を与えられた。

### 鍋島氏の台頭と蓮池城の普請

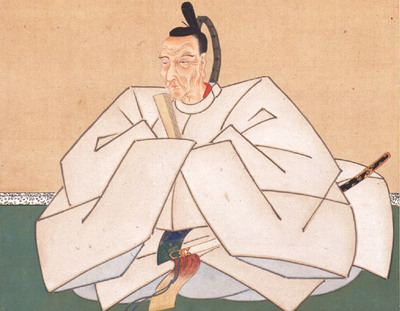
鍋島勝茂

天正12年（1584年）、龍造寺隆信は島津氏との沖田畷の戦いで討ち死にした。以後は、龍造寺家の重臣で隆信の義弟でもあった鍋島直茂が、主家を駕ぐ勢力となった。ただし、名目上は隆信の子龍造寺政家が龍造寺家の当主であり、鍋島氏の主君だった。その政家は佐賀城に住んだので、鍋島直茂は蓮池城を本拠とした。
まもなく、龍造寺政家は鍋島直茂を養子にする形で退き、直茂は事実上の大名として佐賀城に移った。蓮池城には、江上家を継ぐために勢福寺城の江上武種の養子となっていた江上家種（龍造寺隆信の実子）が入った。このときに、家種は神埼町城原の勢福寺城から家臣を引き連れ、蓮池城下に移住させた。これにより蓮池城の城下町には、旧来からあった「（蓮池）本町」に加え、「（蓮池）神埼町」や「（蓮池）城原町」（じょうばるまち）が新たに形成された。
なお直茂は、蓮池城を江上家種に委ねるにあたり、息子の鍋島勝茂を江上家種の養子とした。しかし江上家種は数年後の朝鮮出兵中に戦死し、この養子縁組は解消された。後に蓮池城では鍋島勝茂の子、鍋島元茂が庶長子として生まれている。
慶長5年（1600年）の関ヶ原の戦いを経て、鍋島氏は事実上の佐賀藩の藩主となった。初代藩主には、鍋島直茂の子、鍋島勝茂が就いている。慶長7年（1602年）からは、佐賀城と、その南の守りの要として蓮池城の拡張整備を行った。蓮池城の造営は家老の鍋島生三が司り、天守閣、門塀、書院、膳部処などが建設された。勝茂の書状の文面などから、これらが一通り完成したのは慶長10年（1605年）10月だったと推測されている。その後、鍋島直茂は、外戚の石井氏を城代として配置し、石井重次・石井正国・石井茂利・石井茂成の四将が石井衆を率いて駐屯した。城下に石井衆の武士たちが移住した場所は、「石井小路」と称された。
しかし元和元年（1615年）に一国一城令が出され、城代の石井氏は撤収し、石井衆も佐賀城下に移っていった。蓮池城の天守や櫓は破却されることになった。解体した資材は佐賀城に運ばれて二の丸や三の丸の建設に充てられたほか、城門の一つは、城代石井氏に下賜されて、陽泰院（鍋島直茂正室・石井氏娘）の意向で、同氏の菩提寺・浄円寺に寄進され、同寺の山門として移築された。

### 蓮池藩の成立
| 蓮池藩歴代藩主 | 蓮池藩歴代藩主 | 就任年   | 就任年 | 備考                                        |
| 1              | 鍋島直澄       | 寛永19年 | 1642年 | 佐賀藩藩主鍋島勝茂の5男                     |
| 2              | 鍋島直之       | 寛文5年  | 1665年 | 先代・直澄の次男                            |
| 3              | 鍋島直称       | 宝永5年  | 1708年 | 先代・直之の弟・養子                        |
| 4              | 鍋島直恒       | 享保2年  | 1717年 | 先代・直称の次男                            |
| 5              | 鍋島直興       | 寛延3年  | 1750年 | 先代・直恒の長男                            |
| 6              | 鍋島直寛       | 宝暦7年  | 1757年 | 先代・直興の弟・養子                        |
| 7              | 鍋島直温       | 安永3年  | 1774年 | 先代・直寛の長男                            |
| 8              | 鍋島直与       | 文化13年 | 1816年 | 佐賀藩主鍋島治茂の7男 先代・直温の養子      |
| 9              | 鍋島直紀       | 弘化2年  | 1845年 | 先代・直与の長男 廃藩置県により知藩事となる |

佐賀藩では、佐賀城・藩主直茂を中心に、周辺の諸城に直茂の子や弟をたて、佐賀藩の支藩とした。庶長子の元茂は小城藩、弟の鍋島忠茂は常広城に入って鹿島藩となり、そして5男の鍋島直澄が蓮池城に入り、蓮池藩となった。
これら3つの支藩のうち、蓮池藩の成立は最も遅く、寛永16年（1639年）とされている。蓮池藩の成立までには紆余曲折があった。
初代藩主の鍋島勝茂には、元茂という長男がいた。しかし勝茂が慶長14年（1609年）に徳川家康の養女菊姫を娶ると、菊姫の子鍋島忠直（勝茂の4男）が嫡男とみなされるようになった。ところが、2代佐賀藩主に就くと目されていた忠直が、寛永12年（1635年）に若くして病死してしまう。忠直の長男鍋島光茂はまだ2歳と幼少だった。そこで勝茂は、菊姫の子で忠直の実弟にあたる鍋島直澄（勝茂の5男）を後継者にするため、忠直の未亡人・恵照院（その父は徳川家康の孫・松平忠明）と直澄を結婚させた。
しかし目論見に反し、鍋島家の家中からこの相続には異論が出た。代替案として光茂と直澄で佐賀藩を等分することも検討されたがこれも賛同を得られなかった。そのため、蓮池城跡に館を再建して直澄を移し、分家させて支藩の蓮池藩（約5万3000石 ）とすることにした。なお、館が完成して実際に鍋島直澄が佐賀城三の丸から蓮池城に移ったのは承応3年（1654年）ともされている。
この頃の鍋島家の内情を伝える「蓮池鍋島家文書」（佐賀県立図書館蔵）が伝えられている。島原の乱（1637-1638年）の原城攻めで勝茂が抜け駆けした事情や、蓮池藩主となった鍋島直澄が、16歳年下の甥で佐賀本藩の当主となった鍋島光茂の朝寝坊を諌める内容などが遺されている。
蓮池城の周りには城下町が発展した。もっとも古くからあったのが蓮池本町、江上家種が移ってきたときにできたのが蓮池神埼町と蓮池城原町である。蓮池城原町には職工が集まり、商工業者が集まった蓮池紺屋町、佐賀江に面する船着き場があって魚の集積地がおかれた蓮池魚町、佐賀中心部へ向かう街道筋に形成された蓮池西小路などによって城下町が構成された。

## 明治以降の変遷

### 蓮池県

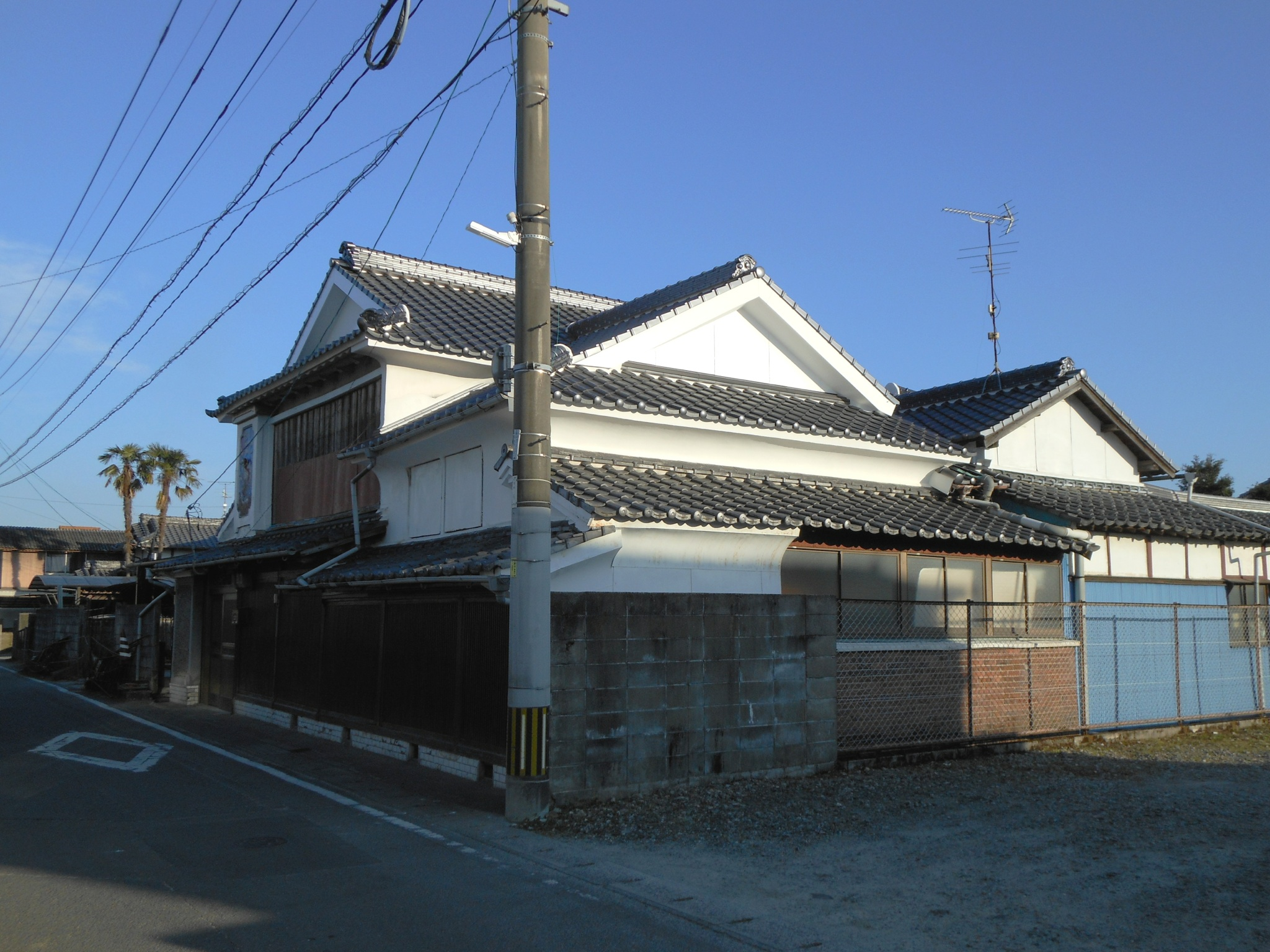
蓮池の城下町に残る町家

明治4年7月14日（1871年8月29日）の廃藩置県では、旧蓮池藩の全域をもって蓮池県（はすいけけん、はすのいけけん）が定められた。県庁は蓮池城にある旧藩庁にそのまま置かれた。県域は、杵島郡8村、藤津郡13村、松浦郡1村、佐賀郡2村、神埼郡10村から構成されていた。『藩制一覧』によれば当時の県の人口は31,349人であった。
4ヶ月後の同年11月14日（1871年12月25日）に全国の県の統廃合が行われた。蓮池県は、旧佐賀藩の支藩であった小城県（旧小城藩）・鹿島県（旧鹿島藩）と、旧唐津藩の唐津県とともに伊万里県に統合となった。さらに翌年に伊万里県は佐賀県に改称した。
明治7年（1874年）には佐賀の乱が起きた。旧蓮池藩の藩士たちは、反乱軍に加わるべきかどうかで意見が分かれ、江藤新平・島義勇と面会した。両者とも、要衝である蓮池は絶対に乱に加わる必要があると主張し、さもなくば蓮池一帯を焦土と化すと強硬な態度に出た。このため蓮池の軍勢も反乱に加担することになったが、蓮池の隊は、佐賀城を脱出する政府軍（鎮台部隊）を友軍と誤認して見過ごしてしまい、政府軍による村への攻撃をゆるしてしまった。戦乱の終盤には蓮池に架かる橋を巡って激しい戦闘が起きており（境原の戦い参照）、その橋は「鎮台橋」と呼ばれている。まもなく乱が鎮圧されて蓮池の軍勢も解散した。この間、蓮池では10名の死者を出した。
このあと、佐賀県は解体されてほぼ全域が長崎県に編入された。明治16年（1883年）になって、旧佐賀県一帯があらためて長崎県から分割され、現在の佐賀県となった。

### 蓮池村・蓮池町
この間、旧蓮池藩領は大区小区制（明治5年・1872年）のもとで「第10大区第1小区」となった。旧蓮池城と城下町周辺では、城館（郭内）と城原町・神埼町をあわせた「蓮池村」、蓮池本町と魚町・西小路をあわせた「東西村」が編成され、そのほか旧領は「見島村」「小松村」「古賀村」がおかれた。
歴史的に、蓮池城の所在地は佐賀郡に属していたのだが、旧蓮池藩の領地は隣の神埼郡に多く分布していた。そのため明治17年（1884年）には、旧蓮池城一帯も神埼郡に所管が移された（郡区町村編制法参照。）。その後、明治22年（1889年）に町村制が敷かれると、全域が神埼郡蓮池村となった。このときに蓮池村の大字として、「蓮池」（旧蓮池村・旧東西村）、「見島」（旧見島村）、「小松」（旧小松村）、「古賀」（旧古賀村）が設けられた。明治末期の明治43年（1910年）の記録では、当時の蓮池村は775戸、人口5409人となっている。
大正3年（1914年）からは電灯の整備が始まった。村の経済は農業が主体で、米、ビール用の麦、大豆、玉ねぎなどが主な農産物だった。蒲田津では魚を原料とする肥料の生産も盛んに行われていた。佐賀市中心部へ通じる街道（蓮池往還）に沿って商店や宿、法務局、郵便局、駐在所が立ち並んでおり、商業では蓮池魚町がサツマイモの取引地として知られていた。蒲田津は年末になると五島列島から下関に至る各地の商人が集まり、海産物や肥料、木炭などの取引が行われて賑わった。交通・輸送は佐賀江の水運が主力で、蓮池魚町と蒲田津に船着き場が設けられていた。最後の蓮池藩主で明治初期に蓮池県知事を務めた鍋島直紀は、蓮池県が伊万里県に統合されて知事職を免ぜられた際に、蒲田津から船で東京へ旅立っている。
大正12年（1923年）には、村内に鉄道（肥筑軌道）が開通した。この路線は佐賀駅と久留米を結ぶ計画で設立され、その一部分として蓮池村の中心部付近の約6.6 km区間が開業したものである。村内には、蓮池、蓮池公園、小松、蒲田津、小鹿に停車場ができ、隣の崎村が終点となっていた。しかしこの路線はまもなく不振に陥り、昭和9年（1934年）に廃業してしまった。現在でも沿線の川底に柱脚が遺構として残っている。
| 和暦   | 西暦 | 世帯数 | 人口 | 出典   |
| 明治43 | 1910 | 775    | 5409 | [ 12 ] |
| 大正11 | 1922 | 748    | 4040 | [ 12 ] |
| 昭和01 | 1926 | 762    | 4244 | [ 12 ] |
| 昭和10 | 1935 | 755    | 4096 | [ 12 ] |
| 昭和30 | 1955 | 822    | 4479 | [ 12 ] |
| 平成07 | 1995 | 652    | 2230 | [ 59 ] |
| 平成19 | 2007 | 675    | 1925 | [ 60 ] |
| 平成27 | 2015 | 640    | 1688 | [ 61 ] |

昭和10年（1935年）に蓮池村が町制を施行し、蓮池町（はすいけまち）となった。当時の町の規模は755世帯・4096人となっている。
蓮池町の時代には、農業団体の組織化や学校の整備が行われた。昭和30年（1955年）には町営の簡易水道が整備された。

### 佐賀市蓮池町
昭和30年（1955年）4月に、蓮池町は佐賀市に編入されることになった。編入後の蓮池町地区は、旧町制時代の4大字をそのまま引き継ぎ、「佐賀市蓮池町大字蓮池」、「佐賀市蓮池町大字小松」、「佐賀市蓮池町大字見島」、「佐賀市蓮池町大字古賀」の4大字となった。
ただし、旧古賀村の一部地域だけはこれに加わらなかった。蓮池町大字古賀のうち、用作、小鹿、小森田、柴尾の各地区は佐賀市へ編入せず、神埼郡城田村、境野村、千歳村と合併して新たに千代田村を編成した。千代田村はのちに町制を敷いて千代田町となり、さらに平成の大合併期に周辺町村と合併して神埼市となった。

#### 佐賀城付近にあった蓮池町

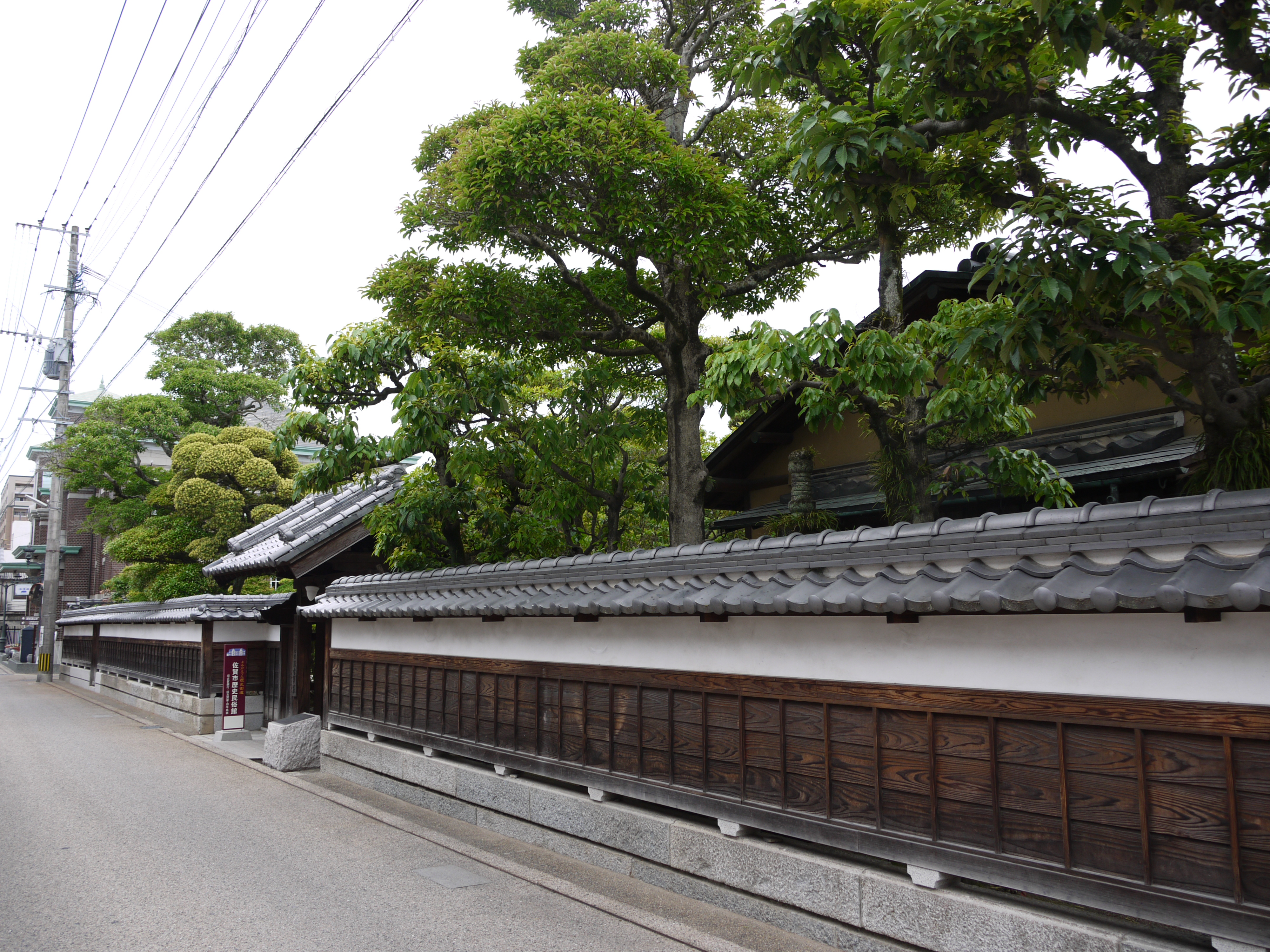
旧古賀邸

なお、この「蓮池町」とは別に、佐賀市の中心部にある佐賀城の城下町の長崎街道沿いに「蓮池町」（はすのいけまち ）があった。
こちらの蓮池町は明治22年（1889年）の町村制・市制の施行の際に佐賀市の一部となり、「佐賀市蓮池町」となった。昭和30年（1955年）に神埼郡蓮池町が佐賀市に合併して「佐賀市蓮池町」となると、市内の別の場所に「佐賀市蓮池町」が並立することになったため、昭和36年（1961年）に佐賀市中心部のほうの「蓮池町」は「佐賀市千代町」に改称した。千代町はその後の町丁の再編によって、現在は東が「佐賀市柳町」、西の一部分が「佐賀市呉服元町」のそれぞれ一部となった。
近世の城下町・蓮池町には主に足軽の住居があったほか、地場の豪商の屋敷があった。なかでも古賀善兵衛という呉服商の名が残っている。幕末から明治にかけて活動した2代目古賀善兵衛はここに屋敷をもち、明治18年（1885年）には屋敷の隣に古賀銀行を創立した。古賀銀行はまもなく第七十二国立銀行を買収合併して規模を拡大、九州五大銀行の一つに数えられるまでになった。古賀邸は豪壮で知られ、50畳の大広間をはじめ15の和室を備えており、地元出身の大隈重信が、佐賀に帰郷するとしばしば古賀邸に滞在したことでも知られている。
しかし古賀銀行は第一次世界大戦後の不況の影響で、大正15年（1926年）に休業となった。古賀邸は売りに出されて料亭となり、銀行の建物は佐賀商工会議所や労働者会館などに転用された。旧古賀邸は平成3年（1991年）に佐賀市の所有となり、料亭となる以前の状態に復元された。これらの建物は、現在は佐賀市歴史民俗館の一部になっていて、佐賀市の重要な歴史的建物（平成7年（1995年）佐賀市重要文化財に指定）に位置づけられている。

### 変遷表
| 中世 - 近世   | 中世 - 近世     | 中世 - 近世 | 1871年                                       | 1874年 - 1889年             | 1874年 - 1889年             | 1889年 - 1935年        | 1889年 - 1935年        | 1935年 - 1955年        | 1935年 - 1955年        | 1955年 - 現在              | 1955年 - 現在  | 現在の町丁名        |
| 中世 - 近世   | 中世 - 近世     | 中世 - 近世 | 明治4年                                      | 明治7年 - 明治22年          | 明治7年 - 明治22年          | 明治22年 - 昭和10年    | 明治22年 - 昭和10年    | 昭和10年 - 昭和30年    | 昭和10年 - 昭和30年    | 昭和30年 -                 | 昭和30年 -     | 現在の町丁名        |
| 律令制        | 藩政時代        | 藩政時代    | 廃藩置県                                     | 大区小区制 第10大区 第1小区 | 大区小区制 第10大区 第1小区 | 町村制・市制           | 町村制・市制           | 町村制・市制           | 町村制・市制           | 市町村合併                 | 市町村合併     | 現在の町丁名        |
| 肥前国 佐賀郡 | 蓮池藩 蓮池城下 | 蓮池郭内    | 蓮池県 ↓ 伊万里県 ↓ 佐賀県 ↓ 長崎県 ↓ 佐賀県 | 蓮池村                      | 蓮池村                      | 佐賀県 神埼郡 蓮池村   | 大字蓮池               | 佐賀県 神埼郡 蓮池町   | 大字蓮池               | 佐賀市                     | 蓮池町大字蓮池 | 佐賀市 蓮池町蓮池   |
| 肥前国 佐賀郡 | 蓮池藩 蓮池城下 | 蓮池城原町  | 蓮池県 ↓ 伊万里県 ↓ 佐賀県 ↓ 長崎県 ↓ 佐賀県 | 蓮池村                      | 蓮池村                      | 佐賀県 神埼郡 蓮池村   | 大字蓮池               | 佐賀県 神埼郡 蓮池町   | 大字蓮池               | 佐賀市                     | 蓮池町大字蓮池 | 佐賀市 蓮池町蓮池   |
| 肥前国 佐賀郡 | 蓮池藩 蓮池城下 | 蓮池神埼町  | 蓮池県 ↓ 伊万里県 ↓ 佐賀県 ↓ 長崎県 ↓ 佐賀県 | 蓮池村                      | 蓮池村                      | 佐賀県 神埼郡 蓮池村   | 大字蓮池               | 佐賀県 神埼郡 蓮池町   | 大字蓮池               | 佐賀市                     | 蓮池町大字蓮池 | 佐賀市 蓮池町蓮池   |
| 肥前国 佐賀郡 | 蓮池藩 蓮池城下 | 蓮池本町    | 蓮池県 ↓ 伊万里県 ↓ 佐賀県 ↓ 長崎県 ↓ 佐賀県 | 東西村                      | 東西村                      | 佐賀県 神埼郡 蓮池村   | 大字蓮池               | 佐賀県 神埼郡 蓮池町   | 大字蓮池               | 佐賀市                     | 蓮池町大字蓮池 | 佐賀市 蓮池町蓮池   |
| 肥前国 佐賀郡 | 蓮池藩 蓮池城下 | 蓮池魚町    | 蓮池県 ↓ 伊万里県 ↓ 佐賀県 ↓ 長崎県 ↓ 佐賀県 | 東西村                      | 東西村                      | 佐賀県 神埼郡 蓮池村   | 大字蓮池               | 佐賀県 神埼郡 蓮池町   | 大字蓮池               | 佐賀市                     | 蓮池町大字蓮池 | 佐賀市 蓮池町蓮池   |
| 肥前国 佐賀郡 | 蓮池藩 蓮池城下 | 蓮池西小路  | 蓮池県 ↓ 伊万里県 ↓ 佐賀県 ↓ 長崎県 ↓ 佐賀県 | 東西村                      | 東西村                      | 佐賀県 神埼郡 蓮池村   | 大字蓮池               | 佐賀県 神埼郡 蓮池町   | 大字蓮池               | 佐賀市                     | 蓮池町大字蓮池 | 佐賀市 蓮池町蓮池   |
| 肥前国 佐賀郡 | 蓮池藩領 蒲田郷 | 見島村      | 蓮池県 ↓ 伊万里県 ↓ 佐賀県 ↓ 長崎県 ↓ 佐賀県 | 見島村                      | 見島村                      | 佐賀県 神埼郡 蓮池村   | 大字見島               | 佐賀県 神埼郡 蓮池町   | 大字見島               | 佐賀市                     | 蓮池町大字見島 | 佐賀市 蓮池町見島   |
| 肥前国 佐賀郡 | 蓮池藩領 蒲田郷 | 蒲田江村    | 蓮池県 ↓ 伊万里県 ↓ 佐賀県 ↓ 長崎県 ↓ 佐賀県 | 小松村                      | 小松村                      | 佐賀県 神埼郡 蓮池村   | 大字小松               | 佐賀県 神埼郡 蓮池町   | 大字小松               | 佐賀市                     | 蓮池町大字小松 | 佐賀市 蓮池町小松   |
| 肥前国 佐賀郡 | 蓮池藩領 蒲田郷 | 下古賀村    | 蓮池県 ↓ 伊万里県 ↓ 佐賀県 ↓ 長崎県 ↓ 佐賀県 | 柴尾村                      | 古賀村                      | 佐賀県 神埼郡 蓮池村   | 大字古賀               | 佐賀県 神埼郡 蓮池町   | 大字古賀               | 佐賀市                     | 蓮池町大字古賀 | 佐賀市 蓮池町古賀   |
| 肥前国 佐賀郡 | 蓮池藩領 用作郷 | 上古賀村    | 蓮池県 ↓ 伊万里県 ↓ 佐賀県 ↓ 長崎県 ↓ 佐賀県 | 用作村                      | 古賀村                      | 佐賀県 神埼郡 蓮池村   | 大字古賀字用作         | 佐賀県 神埼郡 蓮池町   | 大字古賀字用作         | 神埼郡 千代田村 ↓ 千代田町 | 大字用作       | 神埼市 千代田町用作 |
| 肥前国 佐賀郡 | 蓮池藩領 用作郷 | 上古賀村    | 蓮池県 ↓ 伊万里県 ↓ 佐賀県 ↓ 長崎県 ↓ 佐賀県 | 小鹿村                      | 古賀村                      | 佐賀県 神埼郡 蓮池村   | 大字古賀字小鹿         | 佐賀県 神埼郡 蓮池町   | 大字古賀字小鹿         | 神埼郡 千代田村 ↓ 千代田町 | 大字用作       | 神埼市 千代田町用作 |
| 肥前国 佐賀郡 | 蓮池藩領 用作郷 | 上古賀村    | 蓮池県 ↓ 伊万里県 ↓ 佐賀県 ↓ 長崎県 ↓ 佐賀県 | 小森田村                    | 古賀村                      | 佐賀県 神埼郡 蓮池村   | 大字古賀字小森田       | 佐賀県 神埼郡 蓮池町   | 大字古賀字小森田       | 神埼郡 千代田村 ↓ 千代田町 | 大字用作       | 神埼市 千代田町用作 |
| 肥前国 佐賀郡 | 蓮池藩領 用作郷 | 上古賀村    | 蓮池県 ↓ 伊万里県 ↓ 佐賀県 ↓ 長崎県 ↓ 佐賀県 | 柴尾村                      | 古賀村                      | 佐賀県 神埼郡 蓮池村   | 大字古賀字柴尾         | 佐賀県 神埼郡 蓮池町   | 大字古賀字柴尾         | 神埼郡 千代田村 ↓ 千代田町 | 大字用作       | 神埼市 千代田町用作 |
| 肥前国 佐賀郡 | その他          | その他      | 蓮池県 ↓ 伊万里県 ↓ 佐賀県 ↓ 長崎県 ↓ 佐賀県 |                             |                             | 城田村、境野村、千歳村 | 城田村、境野村、千歳村 | 城田村、境野村、千歳村 | 城田村、境野村、千歳村 | 神埼郡 千代田村 ↓ 千代田町 |                | 神埼市 千代田町用作 |

1. ↑  江戸時代から明治初期については、史料の時期によって村の扱いが異なっている。例を挙げると、「古賀村」は宝暦年間（1751-1864年）、天明年間（1781-1789年）の郷村帳では上古賀村・下古賀村となっていて、明治7年（1874年）の史料では柴尾村が主村で古賀村は支村の扱い。明治11年の史料では5ヶ村に分かれている[54]。
2. ↑  1871年（明治4年）7月の廃藩置県により、蓮池県となる。同年11月に周辺県と合併し伊万里県に編入。
3. ↑  伊万里県が1872年（明治5年）5月に佐賀県に改称。
4. ↑  1874年（明治7年）に佐賀の乱が起きる。鎮圧後の1876年（明治9年）に佐賀県は解体され、大部分は長崎県に編入された。
5. ↑  1883年（明治16年）に佐賀県が復活して再編成された。
6. ↑  1884年（明治17年）に佐賀郡から神埼郡へ移管。
7. ↑  千代田村が1965年（昭和40年）に町制を施行。
8. ↑  2006年（平成18年）に千代田町と周辺町村が合併して神埼市となる。

## 地域の旧跡・施設・文化など

### 蓮池城址と蓮池公園

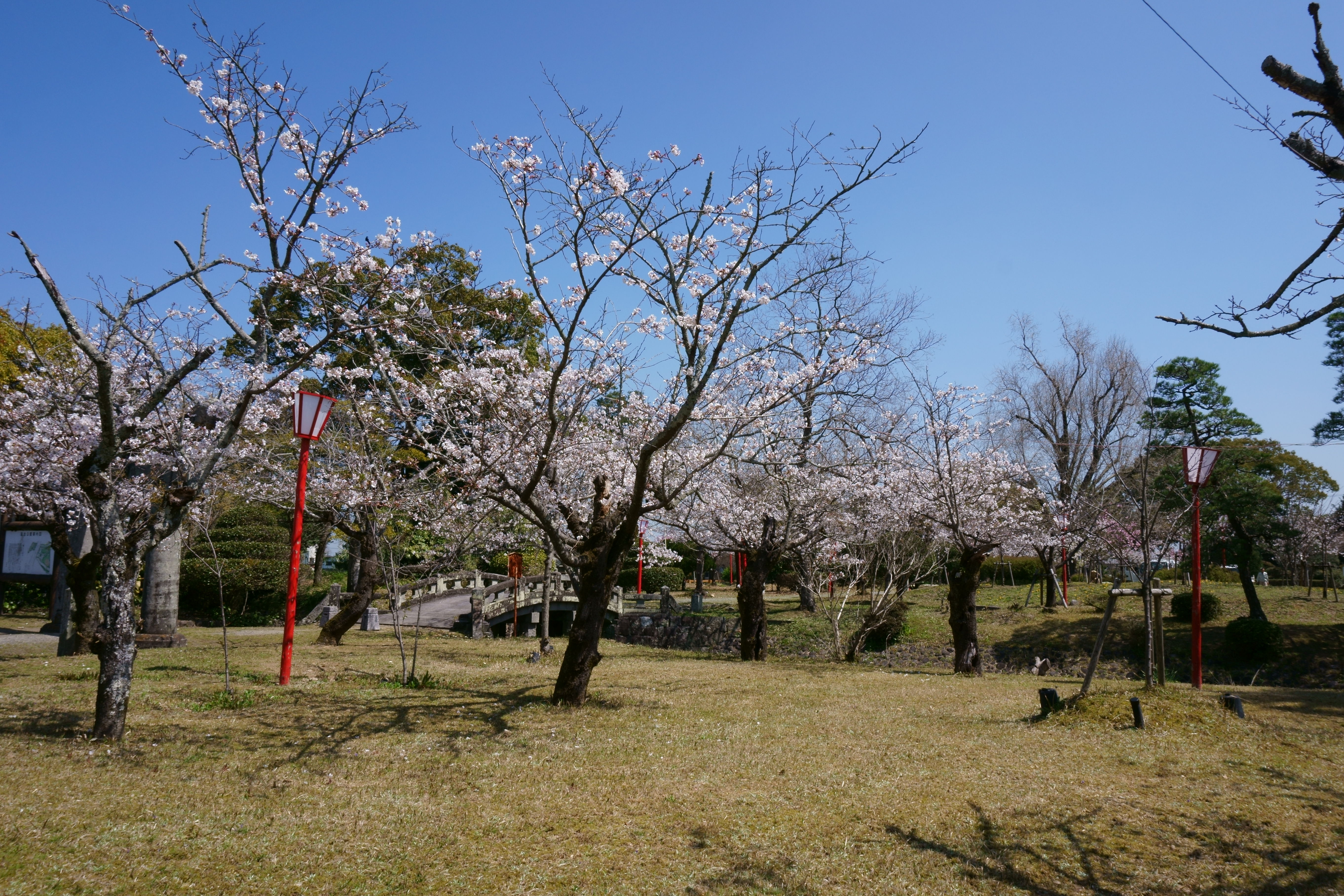
蓮池公園の桜

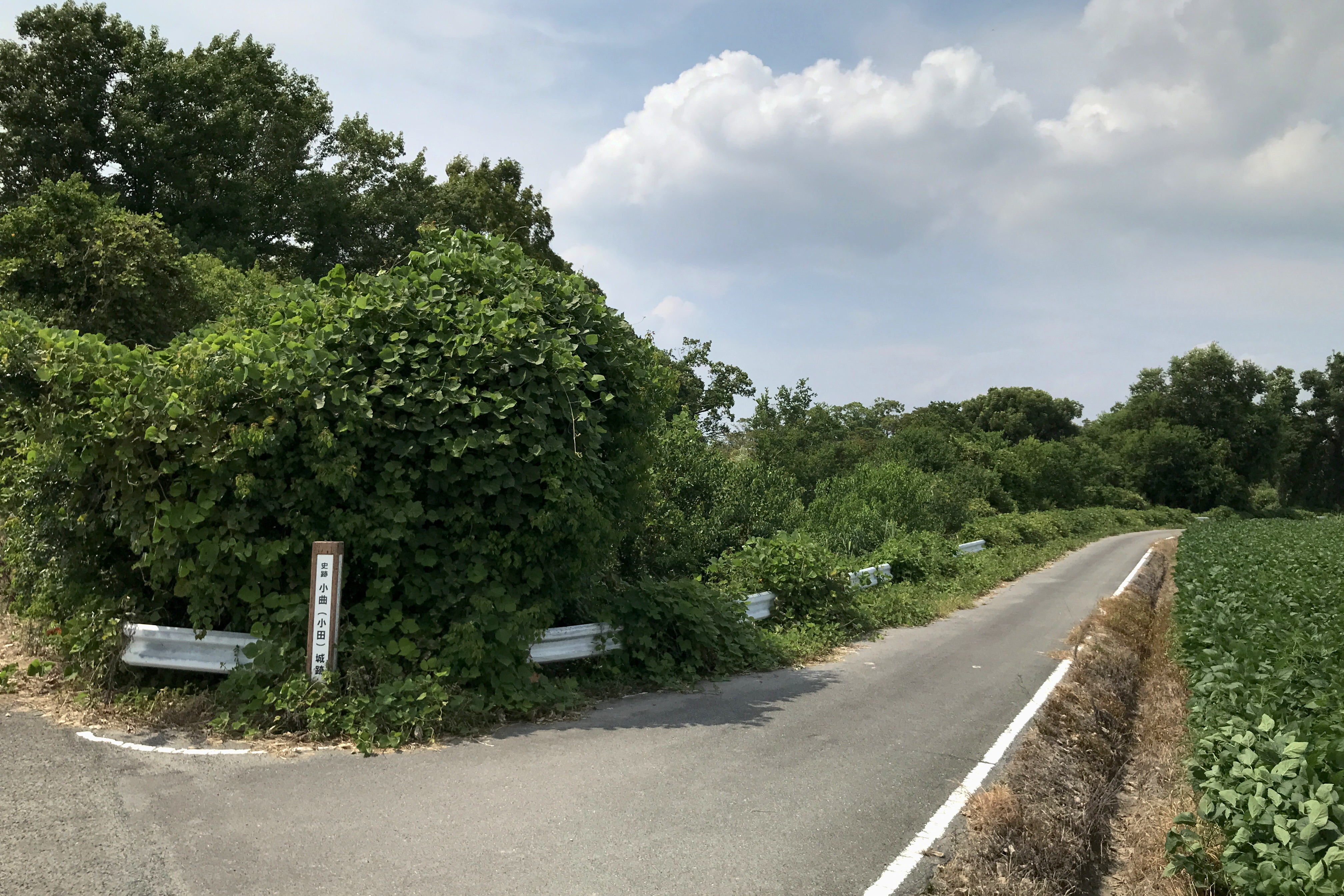
蓮池公園南東端の堀。小曲城（小田城）の頃からの佐賀江旧河道をなぞる。

早くに廃城になった崎村城・蒲田江城の遺構がほとんど現存しないのに対し、明治期まで藩主の居住する「御館」があった蓮池城の跡はさまざまに遺されている。曲がりくねって旧城の堀として使われていた佐賀江は1980年代に流路が改修されて直線化されたが、旧蓮池城付近だけはそのまま遺され、現在は蓮池公園の堀として利用されている。
城内には、蓮池藩8代藩主鍋島直与が隠居後に造営した回遊式庭園があり、「天賜園」と呼ばれていた。天賜園は風光明媚な名園として知られていたが現存せず、旧蓮池魚町にある浄国寺に収蔵されている『天賜園絵図』によってのみ往時の様子をうかがい知ることができる。現在、天賜園の跡地に残る公民館の屋根瓦には、その名が刻まれたものが遺されている。
蓮池公園は、旧藩時代には練兵場だった場所である。廃藩置県と蓮池県の消滅（伊万里県への統合）の結果、旧藩主の鍋島直紀は当地を去り、東京の私邸に移った。その後、明治10年（1877年）に火災があり、御館などを焼失した。地元の住民によってその跡地に築山や池が作られ、天賜園にあった鍋島直与の石碑なども移築された。また、旧藩時代の歴代藩主を祀るために蓮池神社が建立された。地内は鍋島子爵家の所有地だったが、子爵家の寄付により国有地となり、昭和30年（1955年）に蓮池町が佐賀市の一部となってからは市の都市計画施設として整備され、蓮池公園となった。蓮池公園は桜の名所として知られ、花見の時期には縁日や見世物小屋、オートバイサーカスなどが出店して賑わったという
。
公園内に造られた池は佐賀江から引いた水を貯めており、かつては南に隣接する農地15ヘクタールあまりの灌漑に用いられていた。公園は約3ヘクタールの広さをもっていて、佐賀江は公園の三方を取り囲むように蛇行していたが、1980年代の佐賀江の河道改修の結果、現在は川がかつての公園の中央を直線的に横切る形となり、公園は川の南岸と北岸に分断されている。
蓮池公園内の神社裏手には樹高22メートル、幹周り2.8メートル、根回り3.3メートルのナンキンハゼの大木があった。樹齢は1980年代当時で推定250年とされ、倒伏時に改めて200年余りと推定された（数えられる部分のみで約170年分の年輪があった）。蝋をとるために中国から伝来して享保年間（1716-1735年）に植樹されたものと考えられている。平成3年（1991年）9月の台風17号の際に根元から倒れてしまったが、その木材は記念品として衝立や火鉢に加工され蓮池公民館で使用されている。

### 成章館と芙蓉小学校

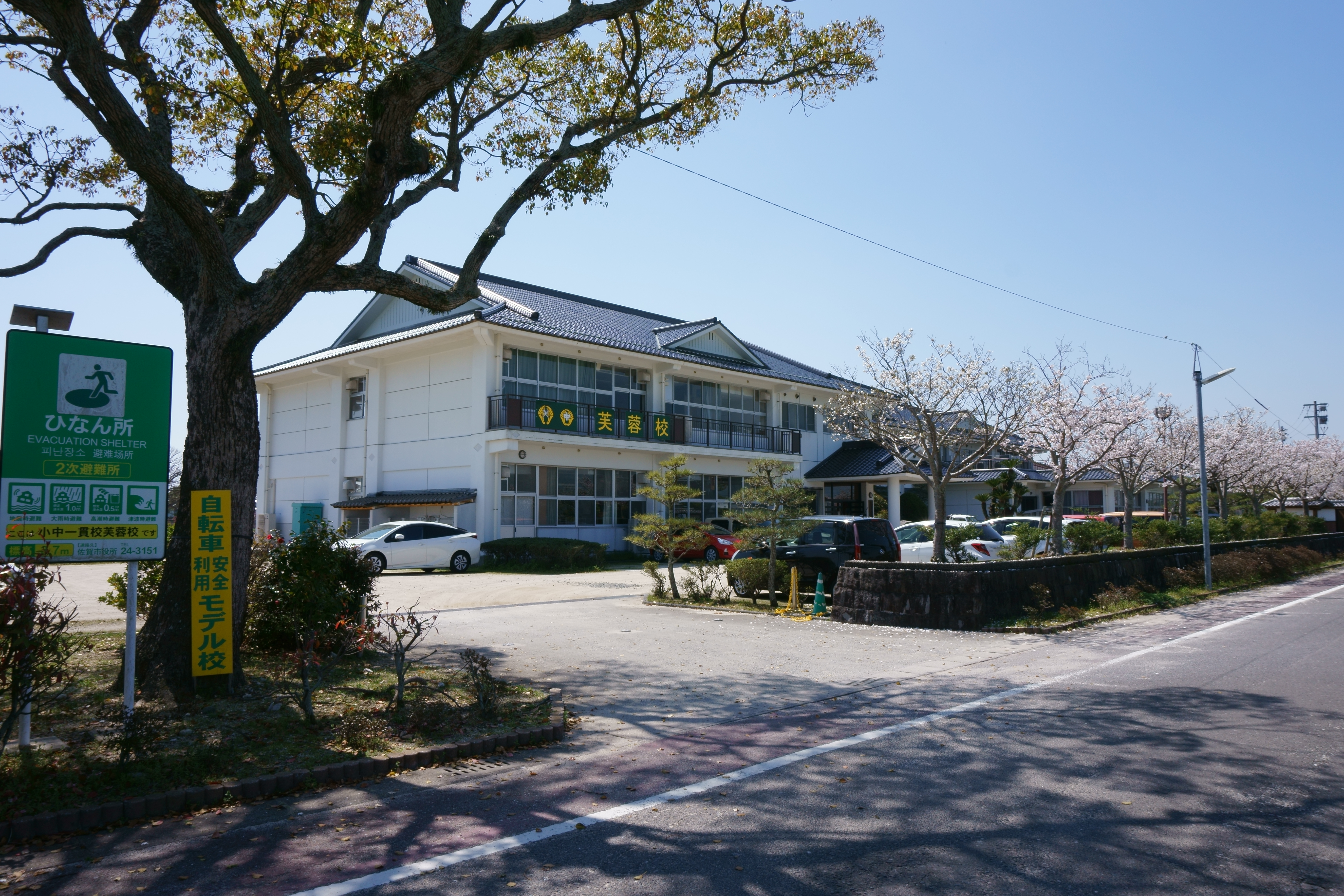
小中一貫校芙蓉校

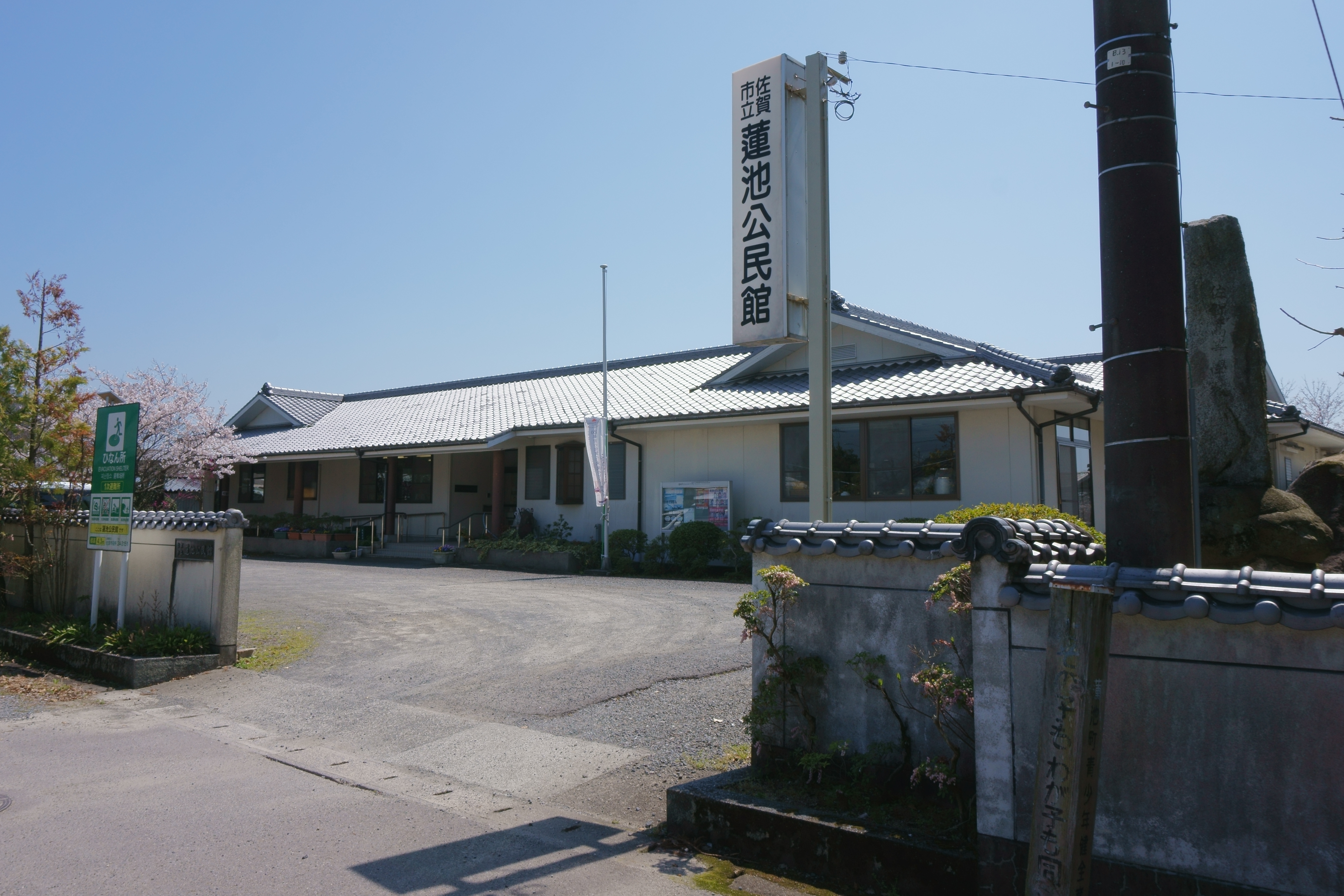
蓮池公民館。昭和30年代にあった佐賀高校蓮池分校の記念碑が立つ（左端）

7代蓮池藩主の鍋島直温の時代に、栗原嘉十という学者を招聘し、藩士のための学校（藩校）として城内に「成章館」を創立した。直温は藩士の次男・三男に受講を義務づけたほか、優秀者は食費などを給付し、さらに選抜された藩士を江戸の湯島聖堂などへ遊学させた。
8代藩主鍋島直与は、蓮池藩の飛び地領地があった藤津郡塩田（現在の嬉野市）からも藩士を呼び寄せて学ばせた。学問だけではなく、武芸稽古のための「攬英堂」（らんえいどう）を建て、文武両道を図った。ここでは砲術も熱心に教授された。
成章館は嘉永5年（1852年）に城下で起きた火災で類焼を受けて焼失した。そのため翌年に城外の見島村へ場所を移して再建された。さらに慶応2年（1866年）に「育英館」と改称、明治維新のあとも旧蓮池藩士が共同で費用を負担し、私学校として学校を維持した。これが明治7年（1874年）に蓮池小学校となった。蓮池小学校は何度か名を買え、「育英小学校」、「見島小学校」を経て「芙蓉小学校」の名称に落ち着いた。ハスは別名「芙蓉（フヨウ）」といい、「芙蓉」は旧蓮池城の美称である。
のちに、芙蓉小学校は中等科（尋常小学校）を併設、さらに小松村（蒲田津）と古賀村に分校を出した。このうち小松の分校は明治25年（1892年）に閉校となった。明治41年（1908年）には芙蓉小学校に高等科が設けられて芙蓉尋常高等小学校となった。大正元年（1912年）時点では、尋常科に695名、高等科に142名の児童がいたと記録されている。
昭和16年（1941年）に芙蓉国民学校となり、戦後は昭和22年（1947年）に芙蓉小学校となり中学校も併設された。さらに昭和24年（1949年）に佐賀高校の分校を置き、定時制の普通科・被服科の教育が行われた。分校設置当初の学生は男子26名、女子65名だった。この高校分校はまもなく蓮池公園に移転したが、昭和40年（1965年）に閉校となった。
芙蓉小学校と芙蓉中学校は、2006年4月（平成18年度）から統合され小中一貫の佐賀市立小中一貫校芙蓉校となった。当初はそれぞれの校舎を使用したが、2009年（平成21年）9月には一体型の校舎に改築された。

### 名所旧跡

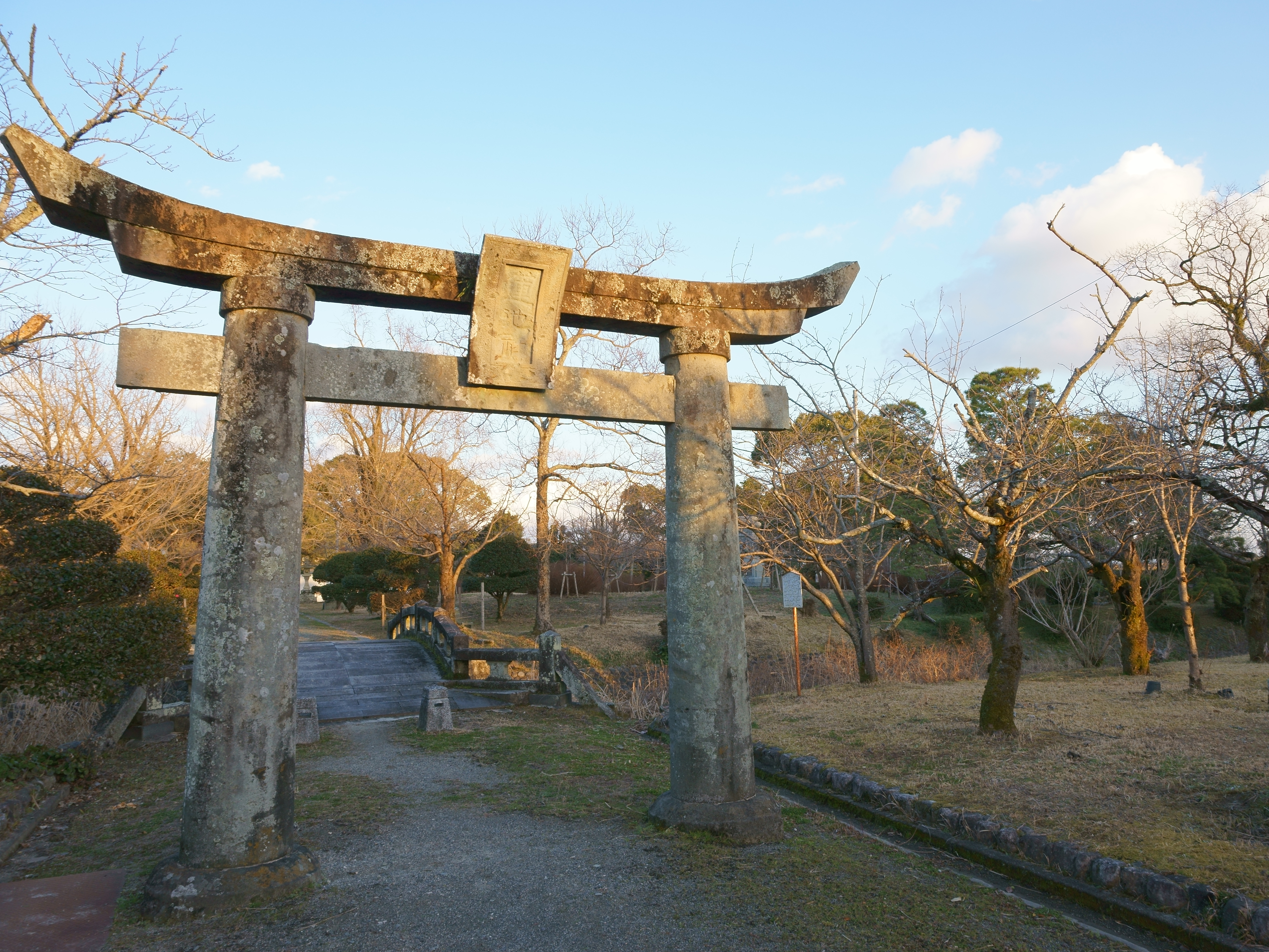
蓮池神社

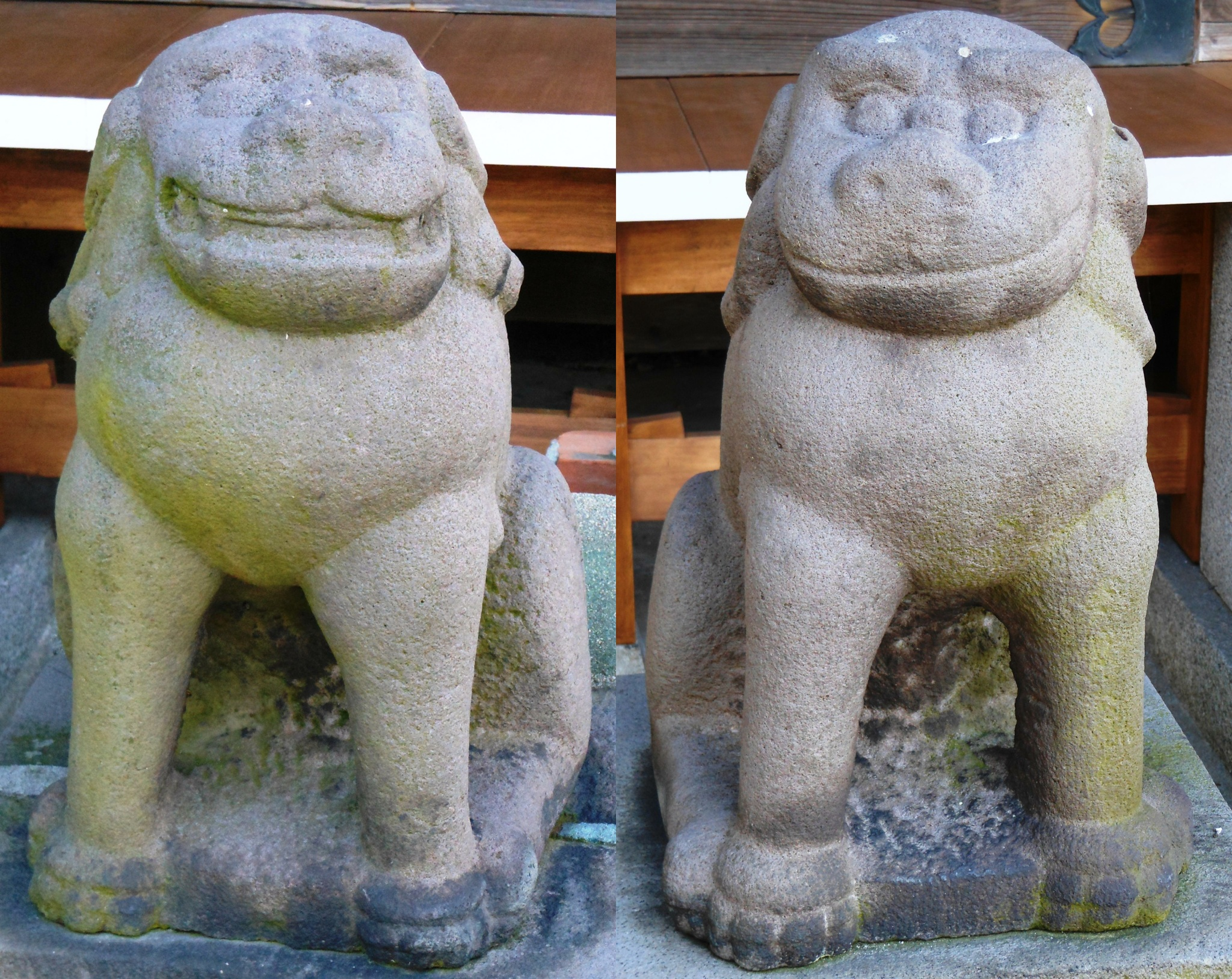
八坂神社の肥前狛犬

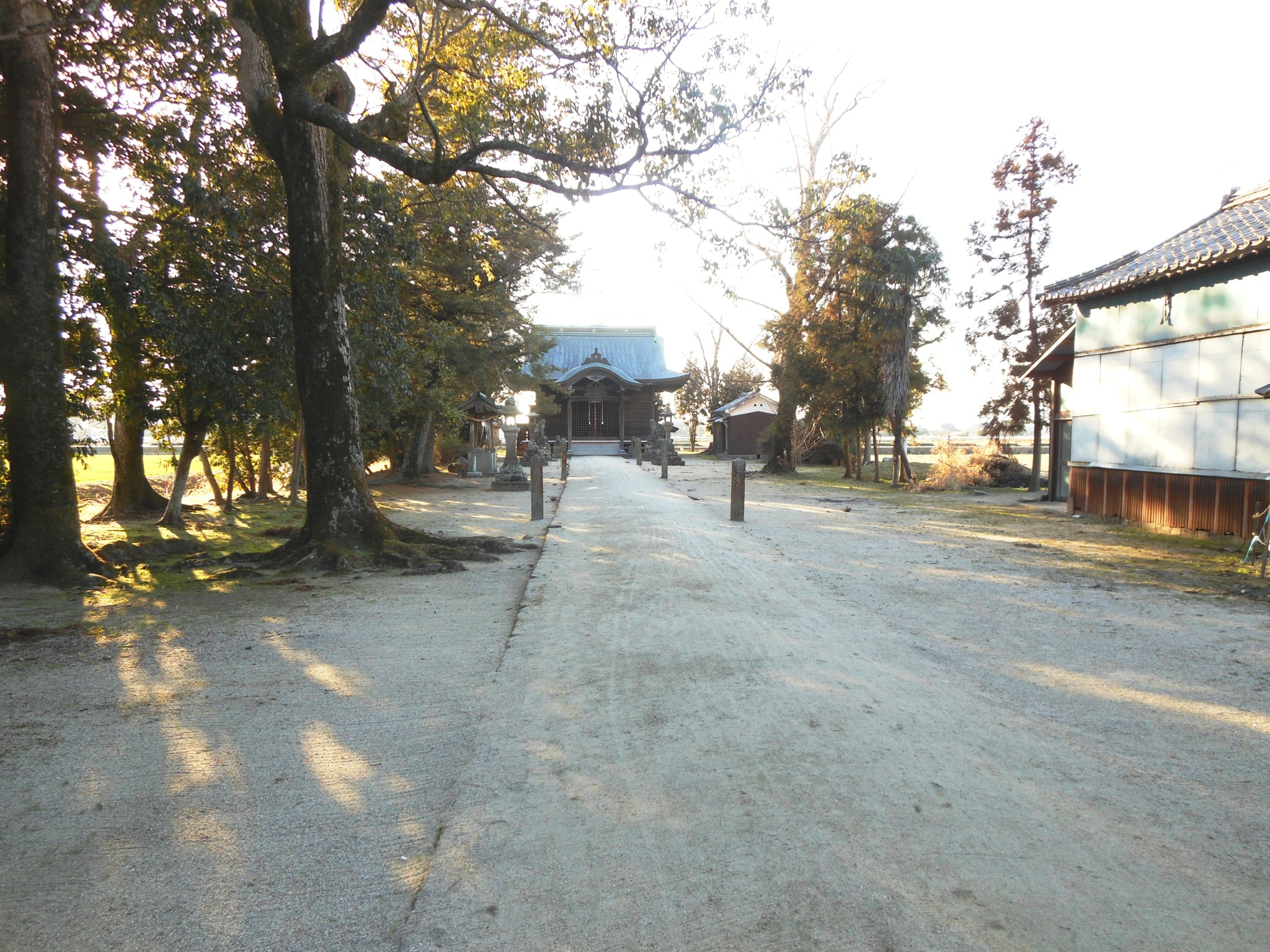
八坂神社の境内。江崎グリコ創業者の江崎利一は境内を走る子の姿に着想を得てロゴマークをつくったとされている。

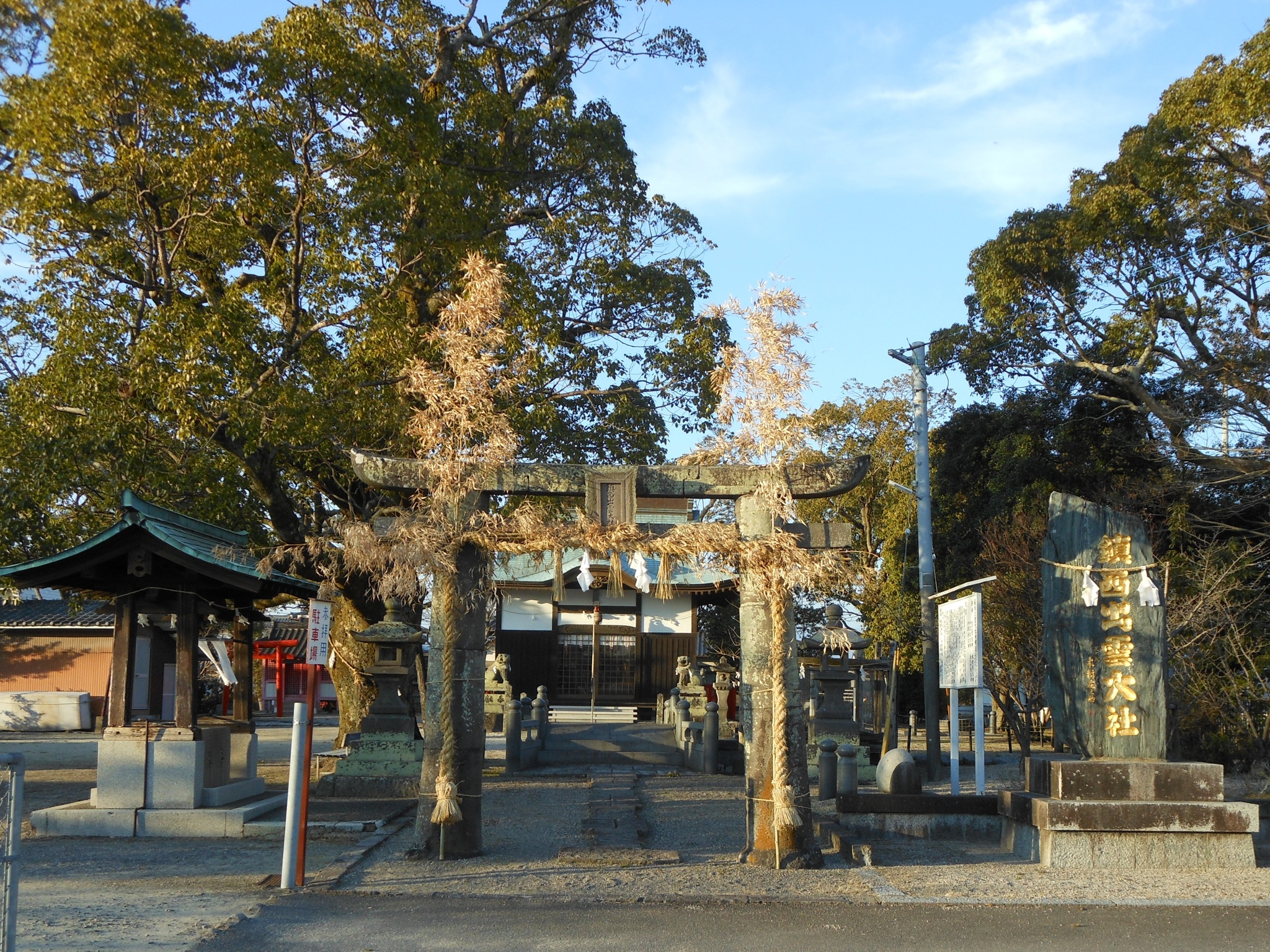
鎮西出雲大社（小松）。鳥居は肥前鳥居。

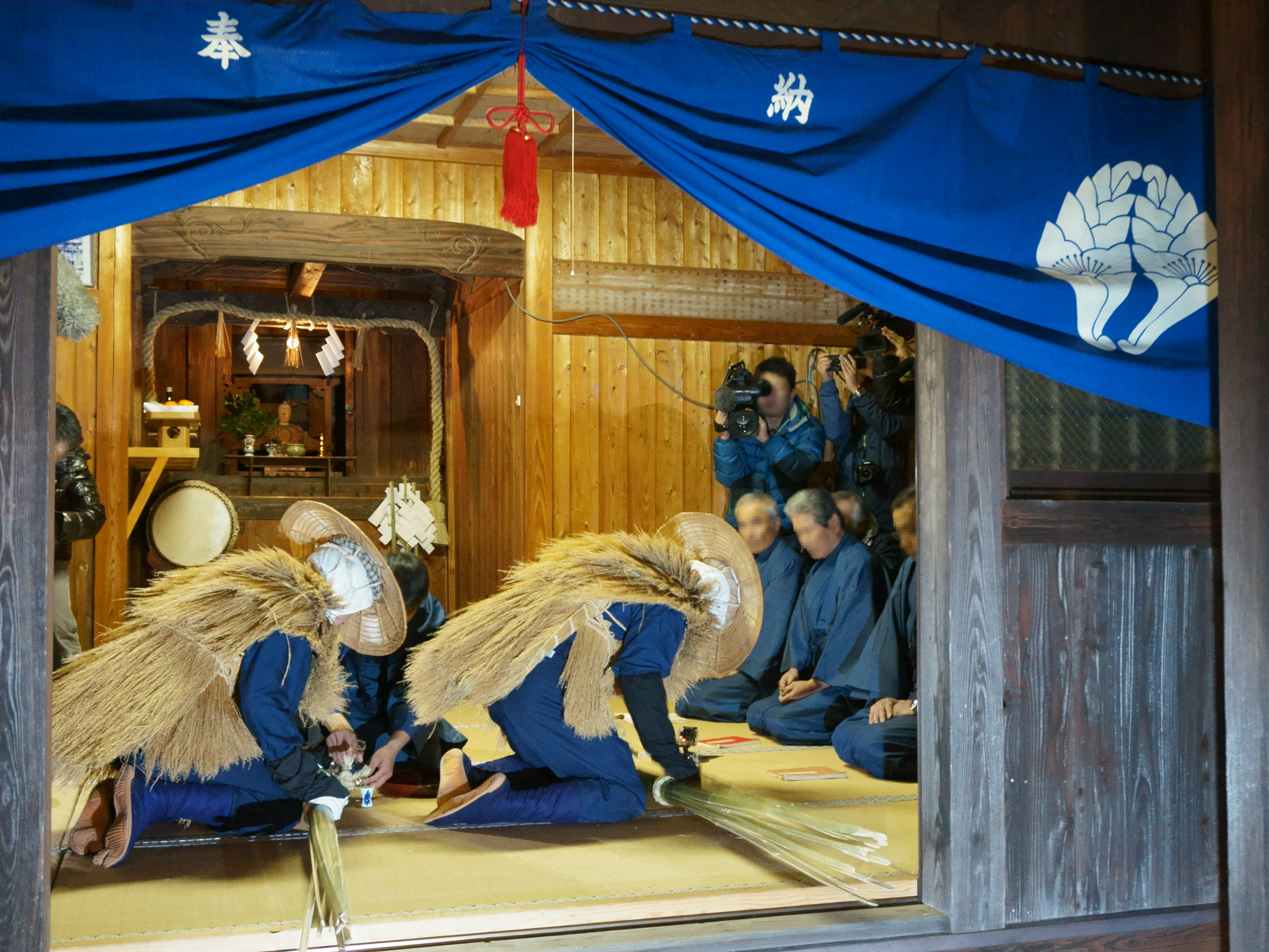
見島のカセドリ（国の重要無形民俗文化財）

#### 神社
- 鎮西出雲大社 - 蒲田津（蓮池町小松）にある神社。社格は旧村社（小松村）。文永10年（1273年）に出雲国造の弟の北島康孝が建立したと伝わる。広大な境内に神門や神楽殿、館などの社殿がならび、多くの神田を有していたというが、大友氏の侵攻によって焼き討ちされた。のちに初代藩主鍋島直澄が元和4年 (1618) が再興した[79][80]。佐賀市の保存樹に指定されている御神木ウバメガシがある[81]。社殿の再建については島津合戦の戦勝祈念のため豊臣秀吉が鍋島直茂に命じたとの言われもあり、ウバメガシも秀吉の命で紀州より取り寄せたという[要出典]。
- 八幡神社 - 八坂神社の北にある神社。社格は旧村社（見島村）。2代藩主鍋島直之が元禄5年 (1692) に建立した。直之が江戸で出生したときの産土神、西久保八幡宮（東京都港区虎ノ門）から分霊を勧請したもの[80][53]。
- 八坂神社 - 旧城下町の蓮池神埼町の西端にある神社。社格は旧村社。天正12年（1584年）に当時の城主江上家種が建立したと伝わる。夏季例祭（祇園祭）は蓮池の夏祭りとなっている。寛文6年（1666年）の銘がある大神宮塔や延宝7年（1679年）肥前狛犬は、肥前国（佐賀県）の石造文化を示すものとされている[37][80]。
- 蓮池神社 - 蓮池公園北岸・旧城内にあった神社。明治10年（1877年）に、歴代の旧蓮池藩主を祀るために村民が「蓮池社」として創建したもの。特に春季は花見と春例祭が同時に行われて賑わった。2016年（平成28年）に老朽化のため解体となり、跡地には東屋が設けられている[82][70]。
- 小松神社 - 平重盛（小松殿）の郎党が住み着いた小松村で、住人が重盛を祀ったもの。「浮立」（ふりゅう）と呼ばれる九州北部独特の伝統芸能を伝え、特に楽器に笛を欠くのが特徴であることから「笛なし浮立」や「小松浮立」と称し、佐賀市の重要無形民俗文化財となっている。笛を欠くのは平敦盛の最期（青葉の笛）の故事から笛を忌避したのだという。境内の肥前鳥居（寛文12年（1672年））などは肥前国（佐賀県）の石造文化を示すものとされている[23][83][84]。
- 熊野神社 - 蓮池町見島にある神社。小正月（旧暦1月15日）に行われる「見島のカセドリ」という行事は国の重要無形民俗文化財。現在は毎年2月第2土曜日に行われている[85]。

#### 寺院
- 宗眼寺 - 蓮池藩歴代藩主の菩提寺。曹洞宗。黄檗宗潜龍寺を前身とし、初代藩主鍋島直澄が明暦年間（1655 - 1657年）に建立した[12][86][87]。直澄の霊屋（たまや）の虹梁（屋根を支える装飾的な梁）にある河童の彫刻は、江戸時代のものと推定されており、佐賀独特の河童伝説に関連する代表的なものとして佐賀市の重要有形民俗文化財となっている[88]。
- 浄国寺 - 浄土宗。もとは法相宗で、善導寺（久留米市）などの住職だった団誉上人によって開基されたもの。初代藩主鍋島直澄により浄土宗に転じた[36][87]。
- 福正寺 - 浄土真宗。天正2年 (1574) に創建されたもので、創建者の宗雲は武田信玄の血縁者だったといい、九州に落ち延びて出家したのだと伝わる。そのためはじめは山号を「甲斐山」と号していた。江戸時代になり、甲斐守だった鍋島直澄が当地の初代藩主となると、これに遠慮して山号を「芙蓉山」と改めた[38][87]。

#### その他
- 與衆館 - 蓮池公園内に建てられた宴会場。地元の冠婚などに使われた[89]。現在は料亭。

### ゆかりの人物

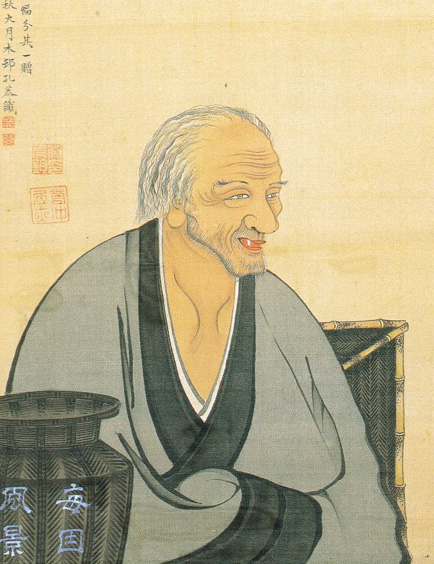
伊藤若冲による「売茶翁像」

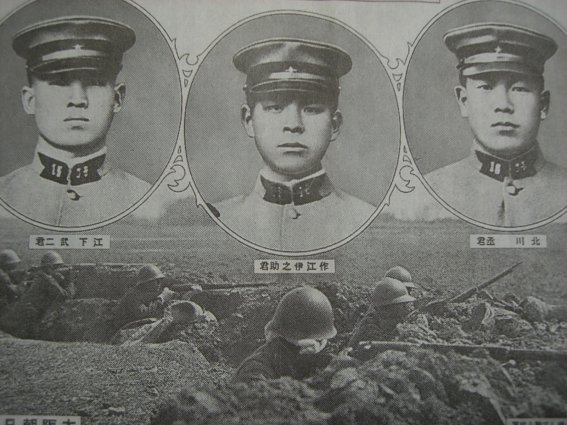
「爆弾三勇士」。左が江下伍長。

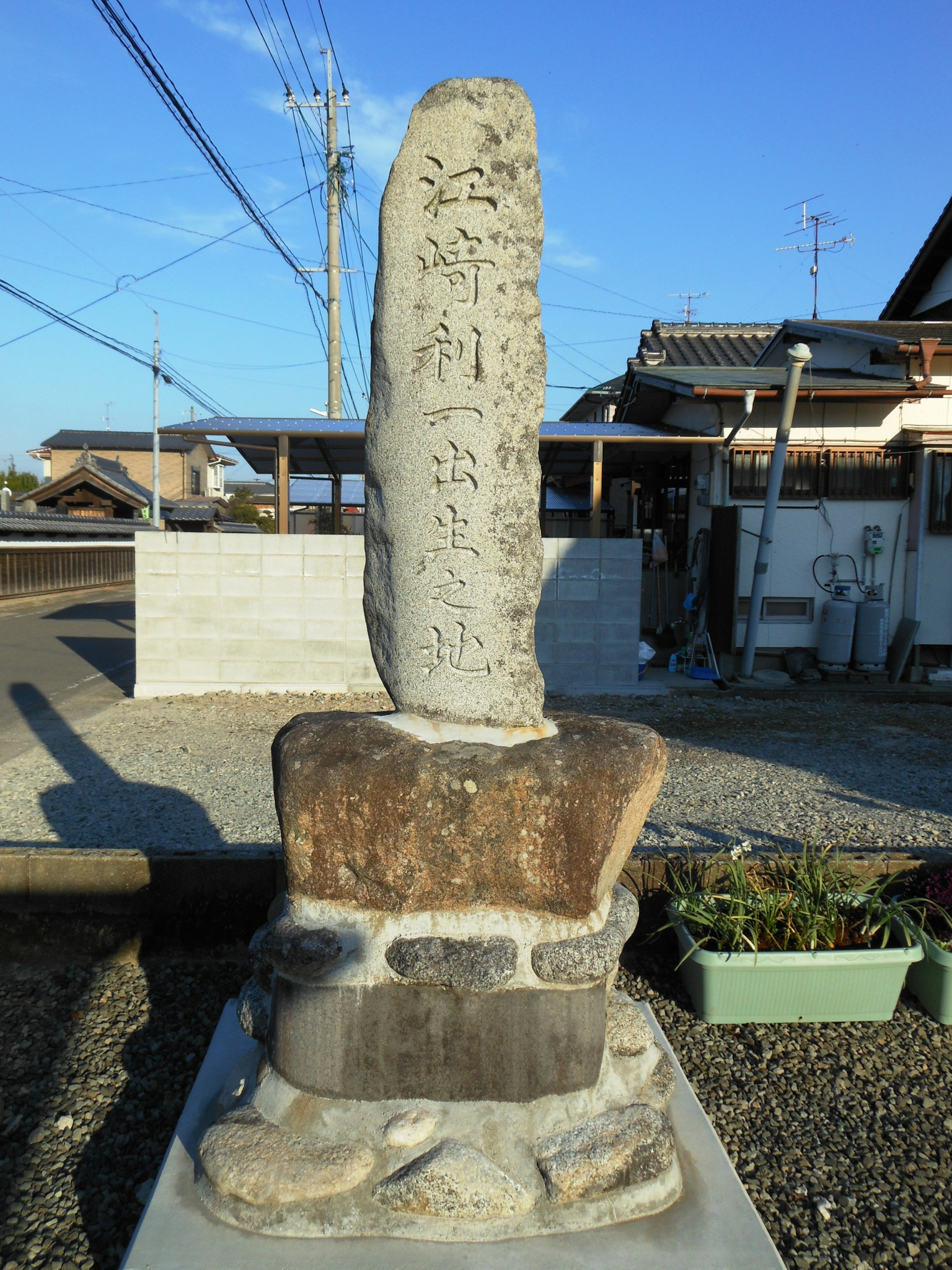
江崎利一出生之地記念碑

- 売茶翁（1675 - 1763） - 「煎茶道の開祖」とされ、俳人としても知られる人物。蓮池藩の藩医・柴山家の子で、11歳で出家し黄檗宗龍津寺（佐賀市）に入る。修行のため京都・宇治にある黄檗宗大本山萬福寺に赴き、そこで煎茶の知識を得る。61歳で京都・東山に茶亭を構えて煎茶を出した。当時の京都の文芸界では、「売茶翁に招かれない者はまだ一流の文人とはいえない」と評されたという[90][91][92]。近年は佐賀県名産の茶（嬉野茶・栄西茶）と結びつけて地域活性化に利用されている[92]。

- 島本良順（不詳 - 1848） - 佐賀蘭学の祖と言われる蘭学者。医者。蓮池藩の漢方医島本良橘の子。長崎で蘭学を学び、佐賀に戻ってからは蘭方医として看板を掲げる一方門弟を集めて講義を開き、門下からは伊東玄朴、金武良哲、大庭雪斎らを輩出した。1834年に医学寮（後の好生館）が出来るとその寮監となり、のちに蓮池藩の侍医となった[93]。

- 成富椿屋（江戸時代 - 近代） - 蓮池藩士出身の画家。長崎で南宋画を学んだ。明治33年（1900年）に明治天皇が佐賀市に行啓した際、絵を披露した[94]。代表作に『観頤荘図』[95]。

- 永田暉明（1838 - 1923） - 蓮池藩士。江戸に遊学して湯島聖堂で学ぶ。廃藩置県のあと蓮池県の大参事（副長官）となる。のちに佐賀県議会議員、佐賀市長を歴任[96]。

- 江崎利一（1882 - 1980）-  江崎グリコの創業者。蓮池村の薬の行商を生業とする家に生まれる。生家は現在、蓮池の公民館となっている[97]。

- 江下武二（江下伍長、1910 - 1932） - 第一次上海事変（1932年）における軍神「爆弾三勇士」の一人。蓮池町古賀の出身。昭和7年（1932年）2月22日、一等兵として臨んだ「廟行鎮の戦い」で戦死し、伍長に特進した。死後、佐賀県の有志によって故郷の蓮池公園に銅像が建立された。太平洋戦争終戦後、銅像は進駐軍を慮って撤去されたが、台座は旧藩主鍋島直與の歌碑として蓮池公園に現存する[98]。

- 鵜池四郎（1901 - 2001） - 佐賀市に本社を置く理研農産化工創業者。蓮池の肥料商の家に生まれ、19歳で肥料を扱う「鵜池商店」を興した。これが発展し、のちに理化学研究所の技術支援を受けたことから社名を改称し、理研農産化工となった[99][100]。

### 文化
蓮池では藩政時代に育まれた独自の文化がある。支藩のために財政に制約があり、藩の創設当初から恒常的な財政難だった。そのために質素倹約が徹底され、副業が重視された。かつては水引の生産が行われたほか、倹約のために茶粥の風習が起きたという。

#### 蓮池節
蓮池節（はすのいけぶし）は佐賀県の代表的な民謡の一つである。
旧佐賀藩の時代には、藩内では質素倹約が尊ばれ、歌舞や芸事は忌避されてきた。そのために佐賀地方には郷土芸能の類があまり育たなかったと考えられている。そうした風土のなか、明治時代になって登場したのが蓮池節である。曲と詞をつくったのは蓮池村にいた三味線の師範で樺島政市（1844 - 1935年）といい、愛称を「トコトコ政市っあん」と呼ばれていた人物である。
樺島は蓮池村の庄屋の子だったが、幼少期に疱瘡を患い失明して全盲となった。長崎で音楽と三味線を修得し、地元の花鳥風月を吟じたり世評を風刺した軽妙愉快な曲を庶民的な佐賀弁で即興で歌った。樺島は三味線を持って蓮池から佐賀や神埼まで流し歩き、家々の前でその家のことを読み込んで即興で歌ったという。樺島の歌曲は佐賀の花柳界で人気となり、大正時代から昭和期にかけて頻繁に歌われた。
即興であるゆえに曲や歌詞は多数あり、現在はっきり伝わっているのは7曲ほどである。

## 交通
かつては蒲田津と魚町の港を拠点とし、佐賀江と城原川による水運が主流だった。大正時代から陸運が盛んになり、大正12年（1923年）には、鉄道（肥筑軌道）が開通するも、昭和9年（1934年）に廃業。

### 主要道路
- 佐賀県道20号佐賀大川線 - 佐賀市中心部と福岡県大川市方面を結ぶ。蓮池地区をほぼ一直線に東西に横断し、蓮池城跡を通過する。蓮池交差点で県道48号と交差。一部区間では本道から枝分かれして佐賀江沿いに旧街道（蓮池往還）筋も指定されている。
- 佐賀県道48号佐賀外環状線 - 神埼市千代田町から南進し、佐賀市蓮池町、諸富町、川副町、東与賀町、久保田町を経て小城市へ至る。蓮池地区では西部を南北に通過している。
- 佐賀県道211号市武諸富線 - 諸富町から城原川に沿って蓮池地区東部の蒲田津へ至り、東へ転じて三養基郡みやき町へ至る。一部区間は県道19号および県道20号と重複している。

### 公共交通機関
佐賀市営バスによる定期路線（蓮池・橋津線）が運行（2016年10月現在）。